# 匹茲堡大學
匹茲堡大學（簡稱PITT或匹大）是主校區位於美國賓夕法尼亞州匹茲堡的一所公立研究型大学，成立於1787年，是美國歷史第十悠久的大學，美国大学协会成员。
匹大原为私立學校，直到1966年加入宾夕法尼亚邦高等教育系统後，才轉為公立大學。匹茲堡大學圖書館的藏書量超過570萬冊，在美國與加拿大地區為第24大的學術圖書館。匹茲堡大學教師校友中有10位獲諾貝爾獎，34位獲美國國家科學獎章，6位獲頒普利茲獎，3位獲麥克阿瑟獎，兩位獲奧斯卡金像獎，多位校友獲珀金獎章以及美國榮譽勳章。

## 學術

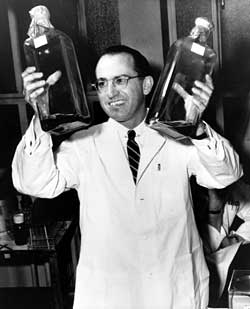
發明小兒麻痺疫苗的約納斯·沙克

匹茲堡醫學院以及匹茲堡醫學中心（University of Pittsburgh Medical Center）處於美國醫學中頂尖地位，多门学科在全国排名靠前。1955年，約納斯·沙克於匹茲堡醫學中心的病毒研究實驗室成功發明脊髓灰質炎疫苗（又稱沙克疫苗）。2009年5月4日，李為平（Wei-Ping Andrew Lee）在匹大醫學中心實施全美第一次雙手移植手術。
按《QS世界大学排名》，匹大哲學蟬聯2016年-2019年世界排名第一。此外，匹大是第一個在美國創立資訊科學学院的學校，前身是延續1901年設立的卡內基圖書館學校。1963年由艾倫．肯特(Allen Kent)首先教授美國第一個資訊科學課程。1987年該院在AT&T公司資助下，增設電信網路學碩士。2017年7月1日，資訊科學學院（School of Information Science）與人文學院的電腦科學科系（Department of Computer Science）合併，成立電腦資訊學院（School of Computing and Information/SCI）。
1986年，卡内基梅隆大學、匹茲堡大學和西屋電氣公司合作建立匹茲堡超級計算中心，美國國家科學基金會以及聯邦政府機構資助，此計算中心為工程和科學研究提供超級計算資源。

### 排名
匹茲堡大學在世界大學排名中通常位于前100位。另外，在論文公開發表學術影響及表現力方面，根據國立台灣大學2019年發表的世界大學科研論文質量評比報告中，匹大在科學公開發表學術影響及表現力方面在全世界500名大學中排名第29名，全美大學中排名第18名。再者，根據武漢大學中國科學評鑑中心研究報告，匹大在全球基礎科學指標上位列全球第29名。
在科系排名方面，以下根據2023年《美國新聞與世界報導》研究生院全美排名：
| 學院             | 全美排名 | 學院         | 全美排名 | 學院   | 全美排名 | 學院   | 全美排名 | 學院     | 全美排名 |
| 商学院           | 第86名   | 法学院       | 第89名   | 医学院 | 第13名   | 工學院 | 第47名   | 教育學院 | 第27名   |
| 圖書館和信息學院 | 第17名   | 公共事務學院 | 第39名   |        |          |        |          |          |          |

## 教育
匹茲堡大學是美國大學協會成員之一。根據美國國家科學基金會2014年度預算報告，匹大接受美國各聯邦機構超過總經費508百萬美元，其中包括美國衛生及公共服務部432百萬美元，美國國防部47百萬美元，以及美國國家科學基金會20百萬美元等經費，在整個聯邦科學及工程研究發展經費方面名列全美大學第9名。除了研究經費之外，匹茲堡大學也是一個主要的生物醫療研究中心。
在學制方面，匹大是屬於學期制，一年共有三學期，分別是秋季班（九月初至十二月中），春季班（一月中至四月底），以及夏季班（五月初至八月底）。新學年從九月開始，隔年四月底結束。每年五月初是匹大的畢業典禮季節，畢業生及全體師生除了參與各自學院畢業典禮外，都會聚集在彼得森活動中心（Petersen Events Center）參加全校性畢業典禮。

### 院系設置
| 人文社會科學院（页面存档备份，存于）（1787） | 商學院（页面存档备份，存于）（1907）     | 電腦與資訊學院（页面存档备份，存于）（1901）       | 牙醫學院（页面存档备份，存于）（1896）     |
| -------------------------------------------- | ---------------------------------------- | -------------------------------------------------- | ------------------------------------------ |
|                                              |                                          |                                                    |                                            |
| 教育學院（页面存档备份，存于）（1910）       | 史旺森工學院（页面存档备份，存于）(1846) | 綜合學院（1932）                                   | 健康復健學院（页面存档备份，存于）（1969） |
|                                              |                                          |                                                    |                                            |
| 社會工作學院（页面存档备份，存于）（1938）   | 榮譽學院（页面存档备份，存于）（1987）   | 法律學院(1895)                                     | 醫學院（页面存档备份，存于）（1886）       |
|                                              |                                          |                                                    |                                            |
| 護理學院（页面存档备份，存于）(1939)         | 藥學院（页面存档备份，存于）（1878）     | 公共暨國際關係事務學院（页面存档备份，存于）(1957) | 公共衛生學院（页面存档备份，存于）（1948） |
|                                              |                                          |                                                    |                                            |

## 學校環境

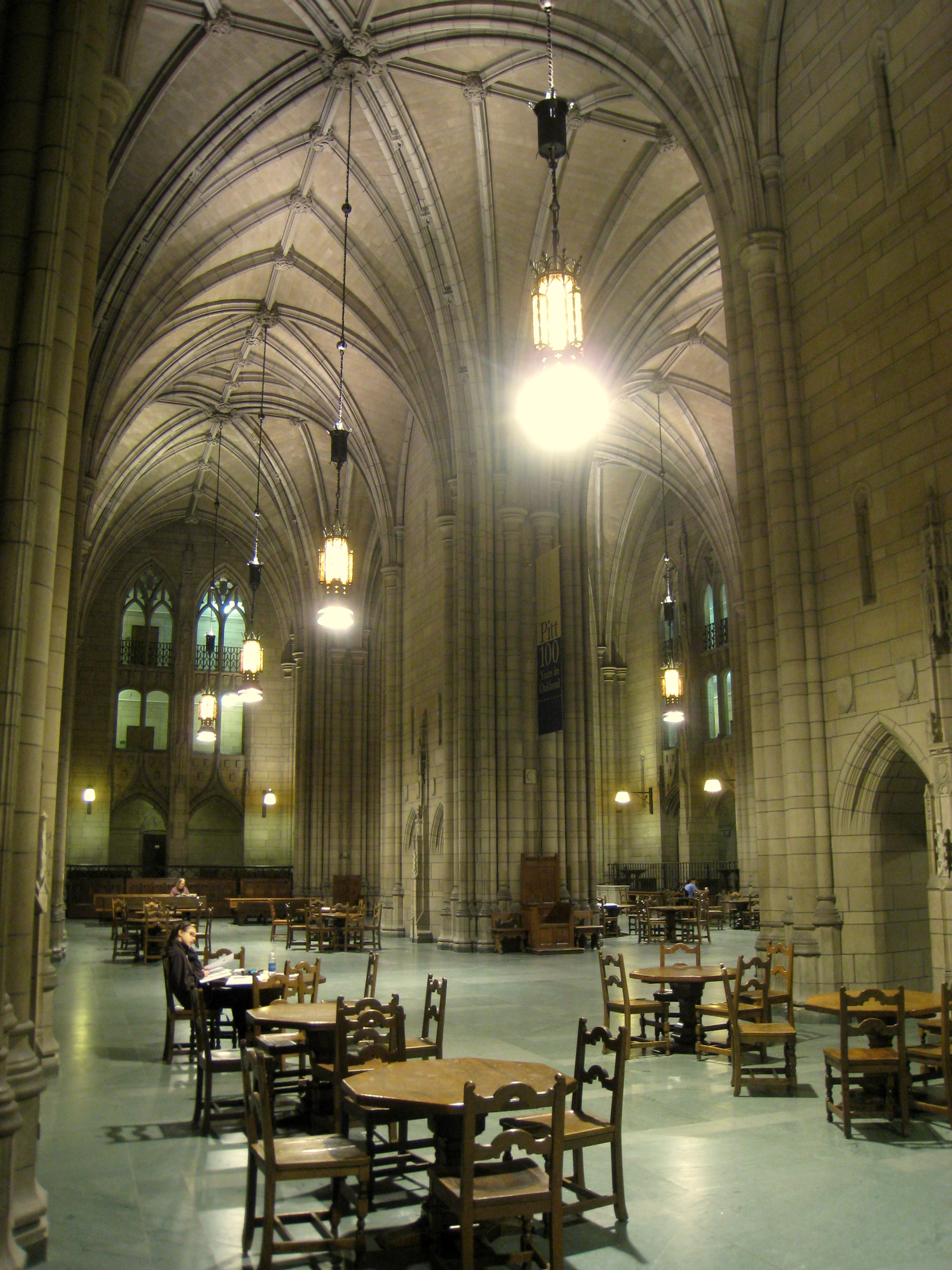
學習大教堂的公共休息室，哥德式尖肋拱頂結構

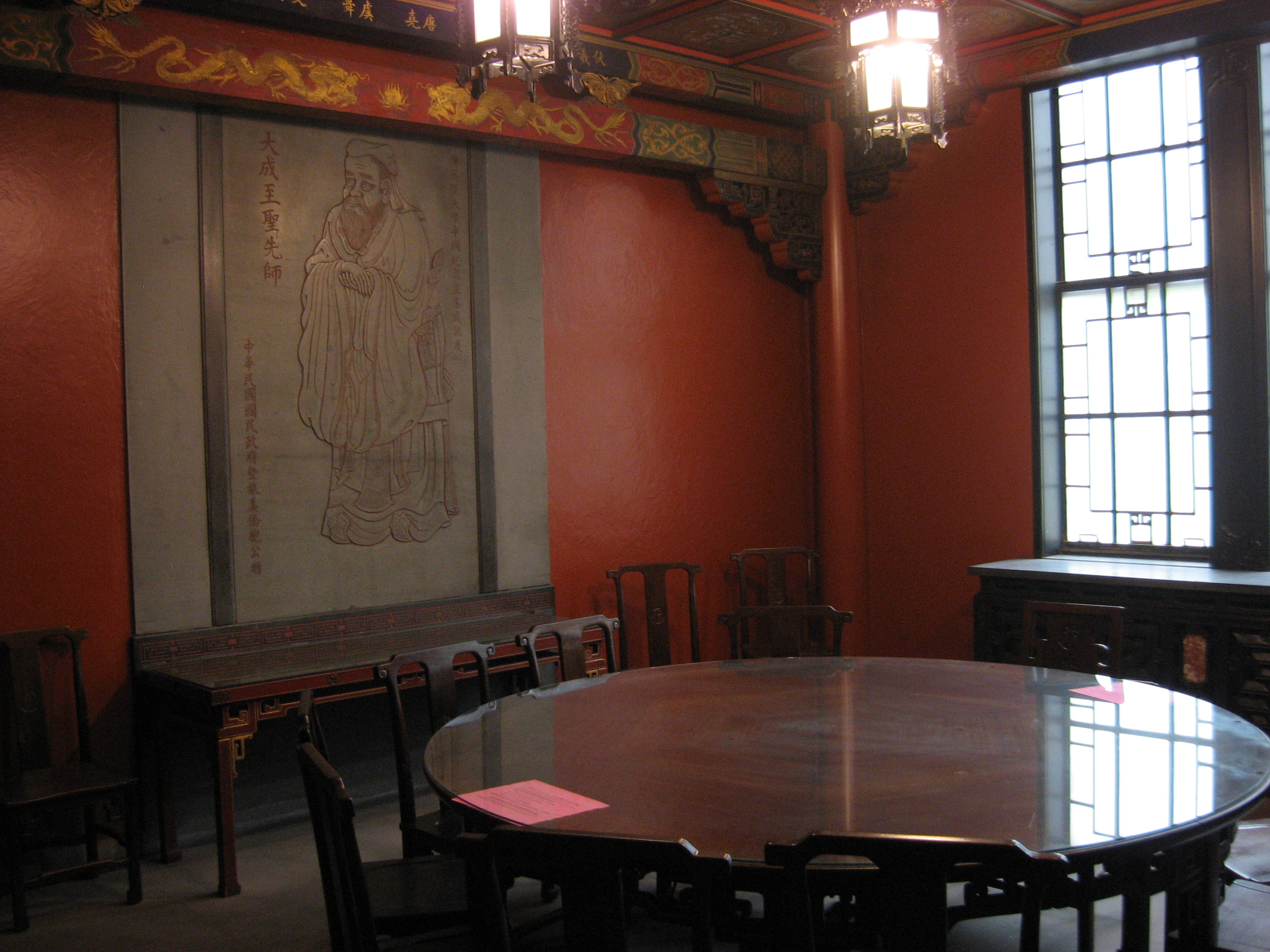
國際教室之一的中國教室 (內有孔子石版像與傳統中國圓桌設計)

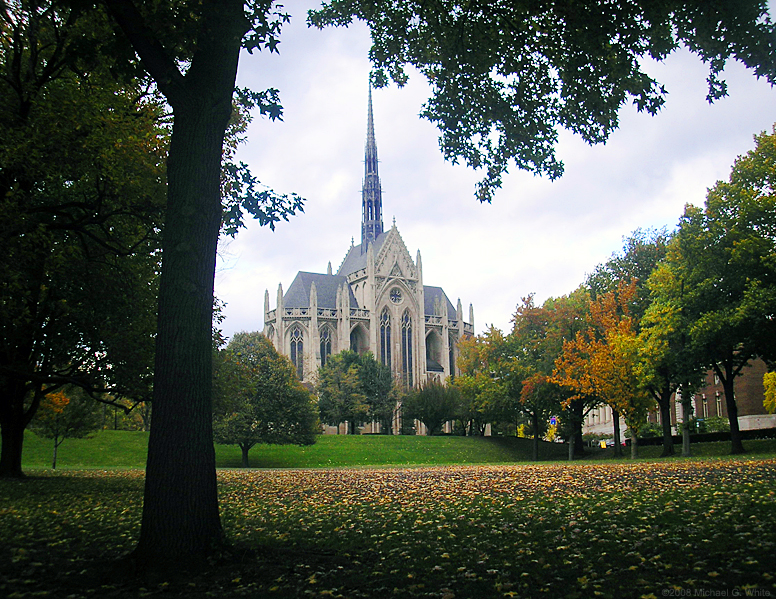
亨氏紀念教堂（Heinz Memorial Chapel）由世界著名食品公司Heinz的創辦人 Henry J. Heinz 為了紀念母親 Anna Margaretta Heinz 所出資建造

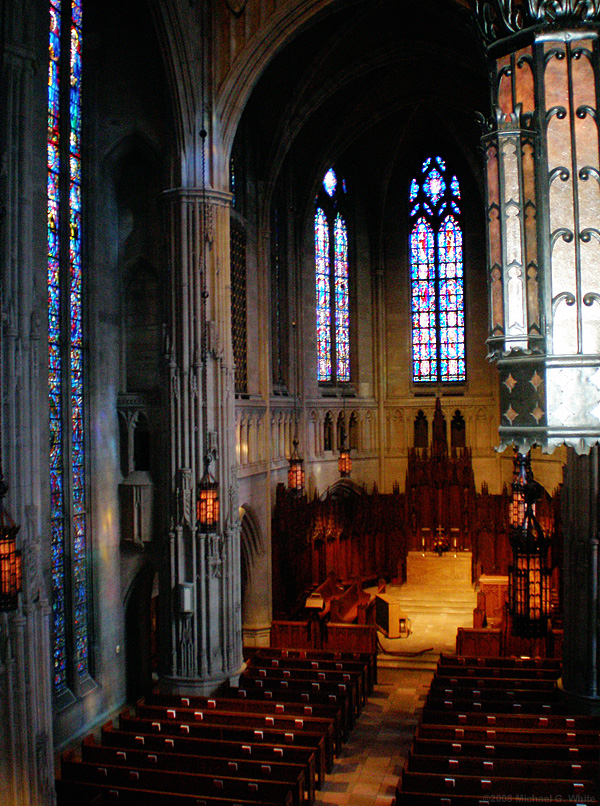
亨氏教堂內部格局

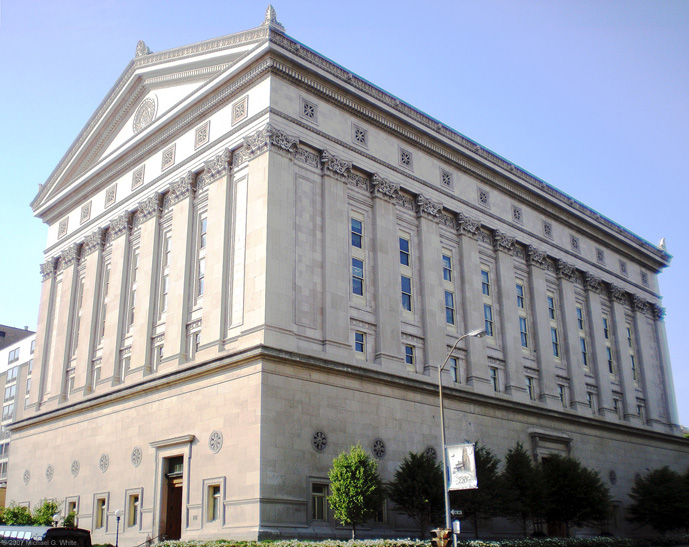
校友厅

匹大校園座落在奧克蘭區，在賓州匹茲堡市區東邊兩英哩的地區，屬於傳統古老開放式校園，沒有任何圍牆。校地座落一半為平地一半為山坡地，主要建物座落在南邊的平地上，醫學大樓群以及體育館群設施主要座落在北邊的山坡平台上。平地以Fifth Ave與Forbes Ave兩平行街道為主要範圍。
除了環境優雅及廣大校地之外，匹大最有名的建築物是学习大教堂，樓高163公尺，42層樓高，1926年動土，1937年完成，是世界第二高教學大樓。除了是整個匹大主校區中心地標之外，也是著名觀光景點。在1925年建造這棟大樓時，有個針對鼓勵當時學童的募款計畫叫做"幫匹大買一塊磚"（Buy a Brick for Pitt），每個學童捐獻十分錢（one dime）以及寫一封信給匹大，說明他們是如何為了這棟地標大樓而賺這十分錢。這棟大樓以直立平行線條設計為主體，由下而上望，除了看到雄偉的建築物外也看到許多直立線條聳入天空，這是要告訴每位來此求學的學生學無止境之意。學習教堂裡最著名的是內部的（國際教室），最早從1938年起，每間教室被設計成不同國家文化風格，這些文化風格皆由所屬國家派專人負責規劃，目前共有27間國際教室，供教學以及參觀使用。2009年9月G20高峰會期間，前俄羅斯總統梅德韋傑夫曾在此大樓大廳發表演說。
另外還有一個有名地標叫亨氏纪念教堂（Heinz Memorial Chapel），由世界著名食品公司亨氏的創辦人亨利·约翰·亨氏為了紀念母親Anna Margaretta Heinz所出資建造。此教堂屬於哥德式教堂，內部的馬賽克彩繪玻璃窗及管風琴為其主要特色。週末期間，通常會遇到新人結婚典禮在此教堂舉辦，其申請資格，通常需於一年前提出申請且須符合為匹大校友或是曾在匹大修課證明，才能申請使用此教堂結婚。
匹大校園也與卡內基美隆大學（Carnegie Mellon University）校園比鄰。兩校師生學術合作交流頻繁，許多科系可互相選課，甚至有些學程為兩校共同開授，例如，計算生物博士班學程（Joint CMU-Pitt Ph.D. Program in Computational Biology）為兩校師資共同授課學程。
治安方面，匹大座落在匹茲堡市郊的Oakland地區，治安良好，非常適合生活及學習的環境。匹茲堡是全美犯罪率最低的城市之一。2009年，經濟學人周刊（The Economist）把匹茲堡評為美國最適宜居住的城市。同時於2010年，富比士雜誌（Forbes）亦評匹茲堡為美國最適宜居住的城市。此外，在2012年，根據康乃狄克州立中央大學歷經數年時間對美國五十座主要城市市民閱讀書報喜好度展開調查，評估每座城市的書店數量，圖書館資源規模，報紙發行量，教育水平，網際網路資源等，最終得出匹茲堡為美國第四大最好讀書城市（America's most literate city），其他前四座城市依序為華盛頓DC，西雅圖及明尼阿波利斯。

## 學生生活

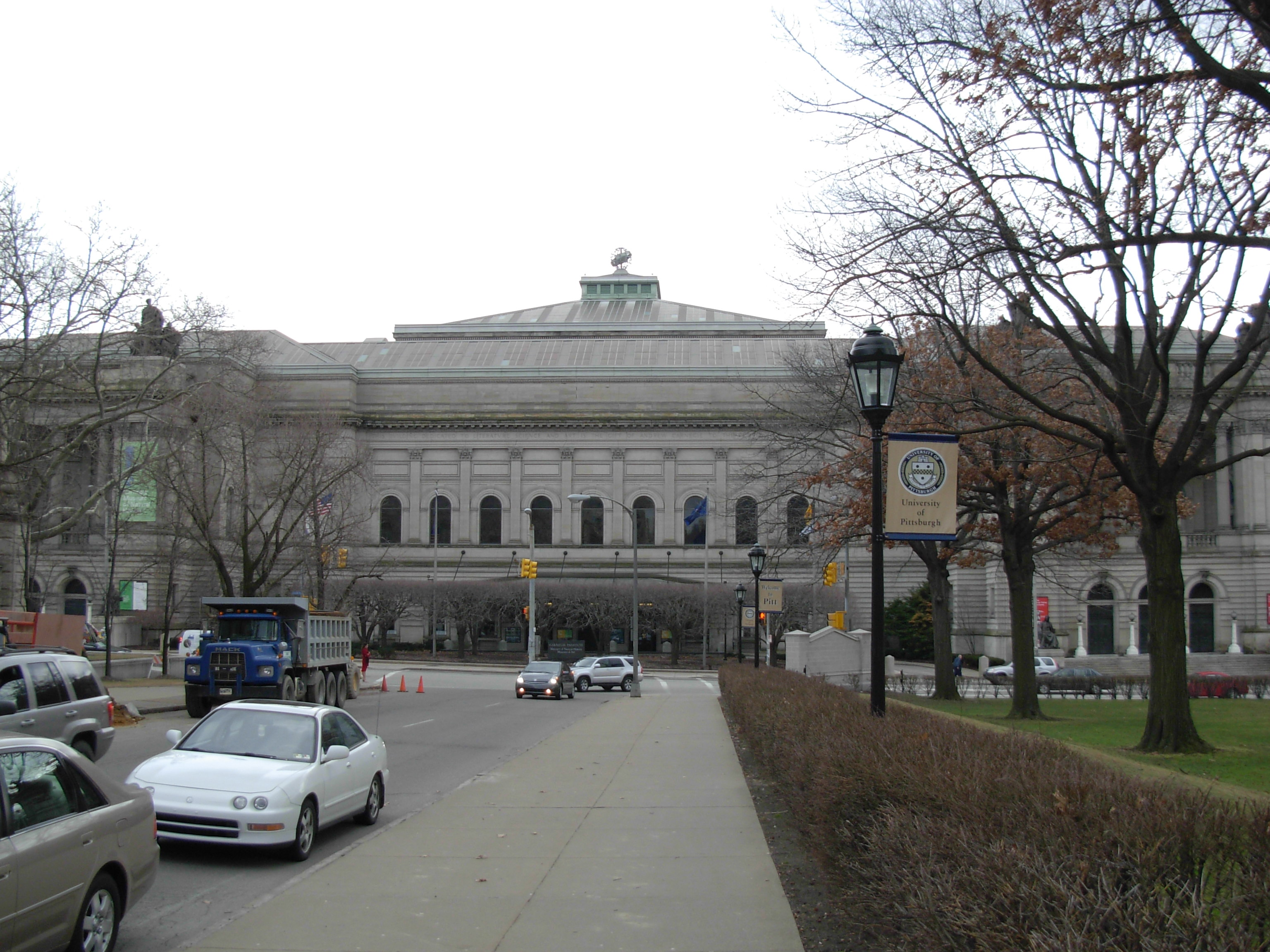
卡內基自然史博物館

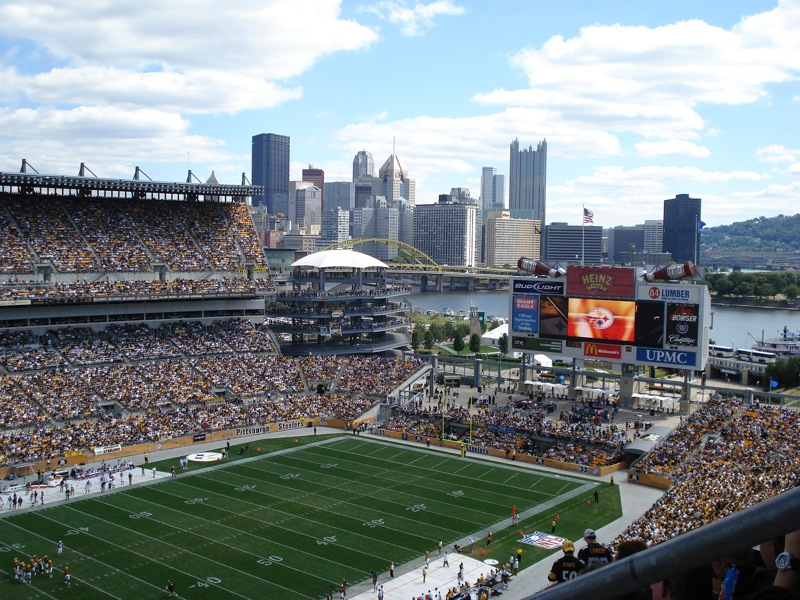
匹兹堡大学美式橄榄球队主场Acrisure体育场

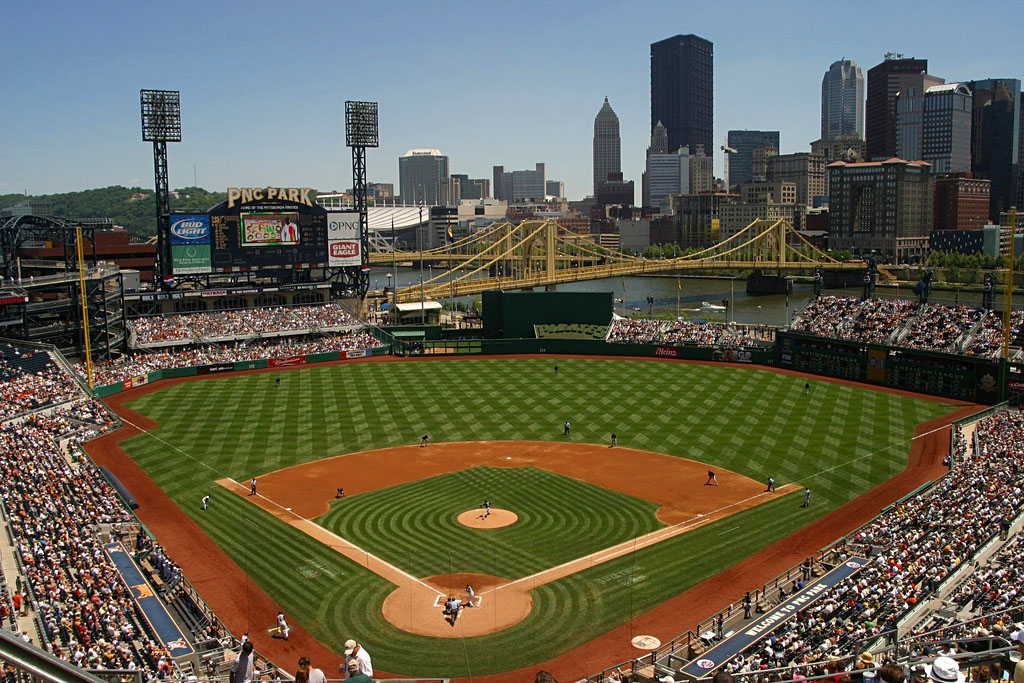
國家聯盟的匹茲堡海盜隊球場

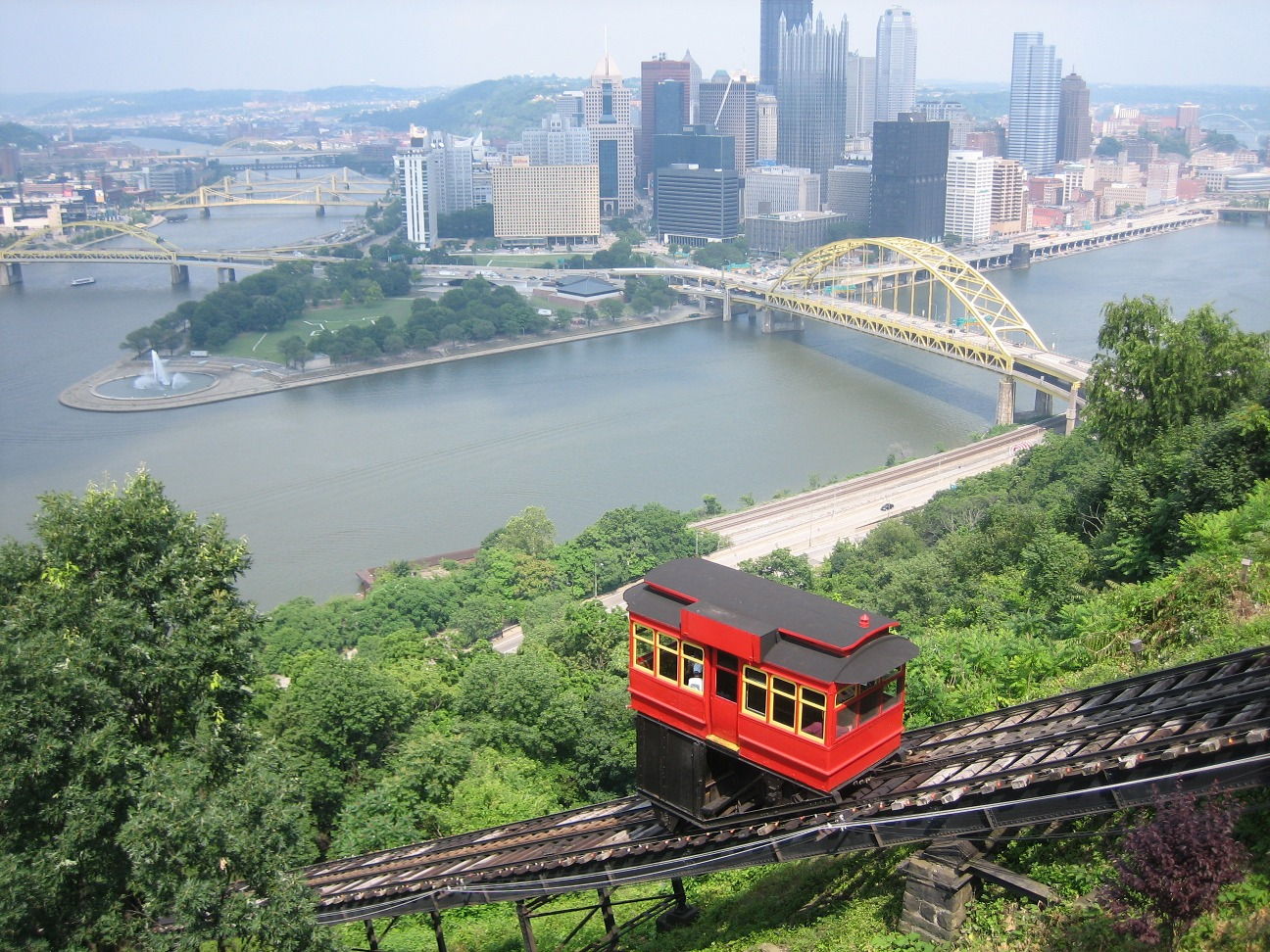
Duquesne纜車鐵道

### 交通方面
匹兹堡地形崎岖，市区又被河流分割，交通拥堵停车困难，适合步行和公共交通，不适合开车。匹兹堡公交车和匹兹堡轻轨由Port Authority运营，巴士及校車路網非常發達，是學生每天上課往返的主要交通工具，學生搭乘公車或是校車可到達校園及匹茲堡市區主要地方，从校园坐公交到匹兹堡市中心（61路或71路ABCD各支线)仅需10-15分钟。另外，匹大學生憑學生證可以免費搭乘公車，轻轨，纜車等交通運輸工具。若有搭/接機需求，也有行經公交专用道路的机场巴士（28X Airport Flyer）直達匹兹堡國際機場，往返机场和匹兹堡大学约45分钟。关于匹兹堡公共交通的班次时刻和线路地图，请查询Port Authority官网 （页面存档备份，存于）。

### 居住
學校提供大學部學生及交換學生許多宿舍供選擇，最有名的宿舍大樓是里奇菲爾德大樓。由三棟圓柱型大樓組成，因外型酷似洗髮精罐子，故許多學生也叫這些大樓稱做洗髮精大樓。若是校外出租居住，學校有提供租屋網站Off-Campus Living （页面存档备份，存于）服務供學生參考。South Oakland是一般大學生最喜愛出租房子的地區，研究生特別是華人學生喜愛在North Oakland、Shadyside，以及Squirrel Hill這三個地區租房子。網站Craigslist （页面存档备份，存于）也是許多學生尋找房子的工具。

### 休閒活動
體育競賽是大家主要討論話題。匹茲堡市區裡擁有三支职业球队：美式橄欖球的匹兹堡钢人队、冰球的匹兹堡企鹅队、以及屬於棒球國家聯盟的匹兹堡海盗队。另外，安迪·沃荷博物館、卡內基自然史博物館以及百老匯音樂劇（Broadway Across America），甚至戶外活動，如：坐纜車，泛舟，滑雪，都是學生經常接觸的活動選項。至於outlet採購逛街有三個主要地區：Waterfront Town Center、Tanger outlets，以及Prime outlets。

### 圖書館設備
匹大校園內共有各類專業性圖書館十七個。每個學院裡都有自己的圖書館及電腦教室，學生可免費列印資料或上網使用。希爾曼圖書館（Hillman Library）是匹大的總圖書館，也是學生最常使用的地方。由於學生上課一小時，事後必須花三小時消化吸收，所以圖書館裡總是坐滿許多學生，學習研究風氣非常盛行。每當在期中/期末考前一週，館方都會在晚上十點後貼心的準備免費的咖啡及點心供學生享用。其館最有特色的是位於二樓的東亞圖書館，保存中台日韓的報紙書刊達416,500多冊之多。此外，校園內也分佈許多室內健身房，籃球場，壁球場以及游泳池，憑學生證可免費使用。

## 年度大事
返校週，每年十月底的最後周末為匹大的返校週，為期三天。目的讓座落在全世界的校友返校聚集在一起慶祝。在返校週裡，校友們會藉由返校機會與先前就讀的系所師生作交流，分享自己的職場經驗及工作知識，也藉機了解現階段系所發展狀況。除此之外，匹大會在當週六中午舉辦一場美式橄欖球比賽，每年都在Acrisure体育场舉行。整個活動的最高潮，在於晚上施放煙火及雷色光束表演。每年都會在世界第二高的學習教堂上施放煙火，並且有雷射光束投射而成的美洲豹由學習教堂底端爬上大樓最高處，象徵著匹茲堡大學又邁進另一個新時代。會後，校友們及學生們在威廉彼特學生聯合會（William Pitt Union）裡還能參加許多音樂會，園遊會，以及賭場遊戲等活動。

## 匹茲堡大學出色建築物

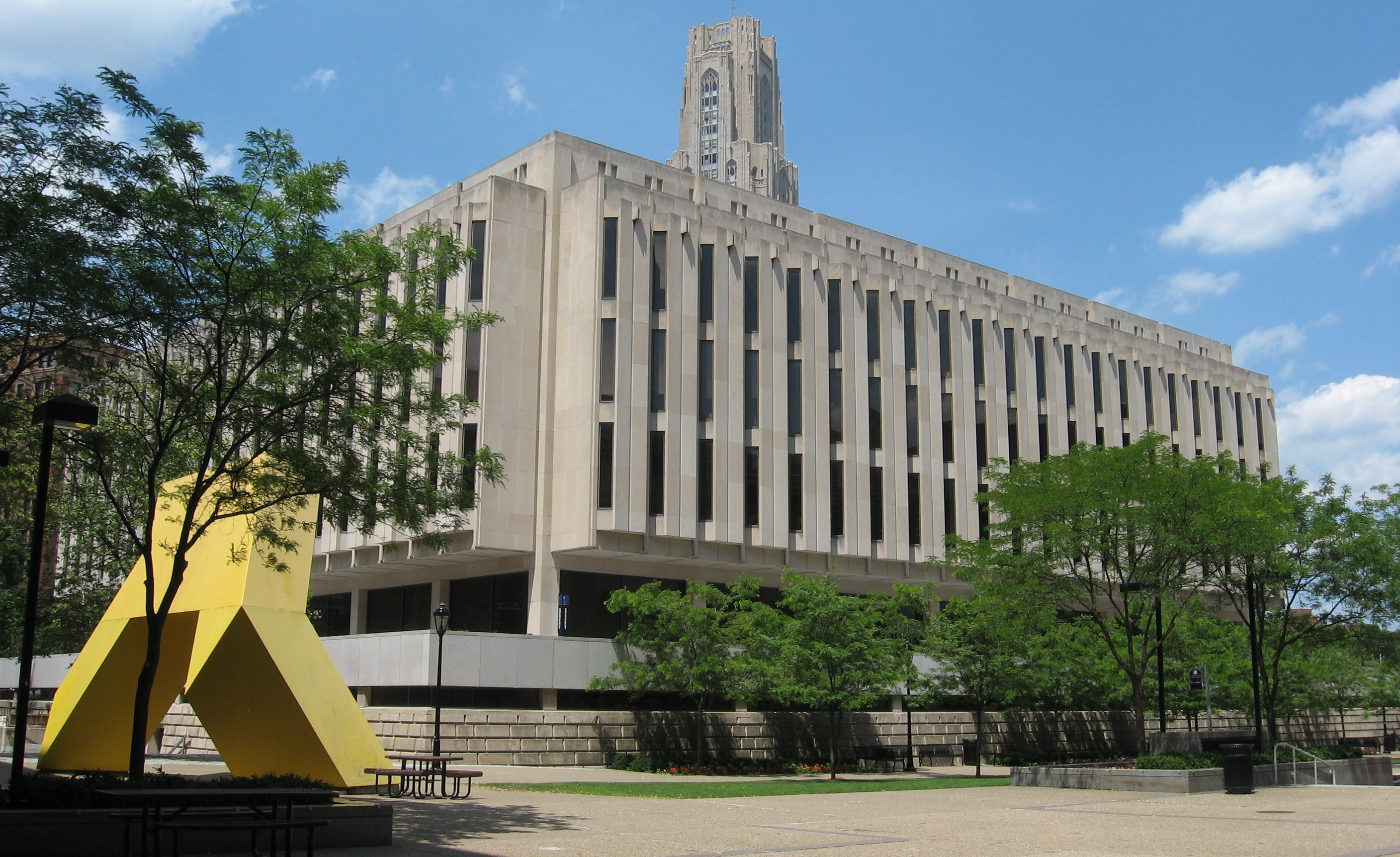
希爾曼圖書館

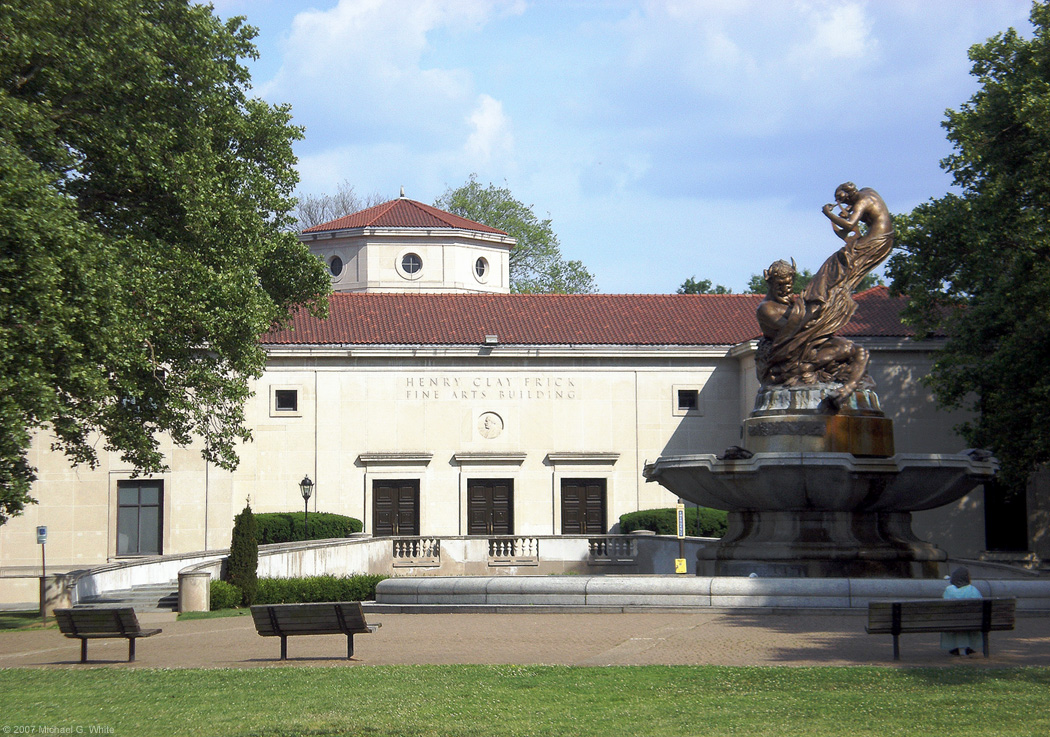
弗里克美術館

天文物理館

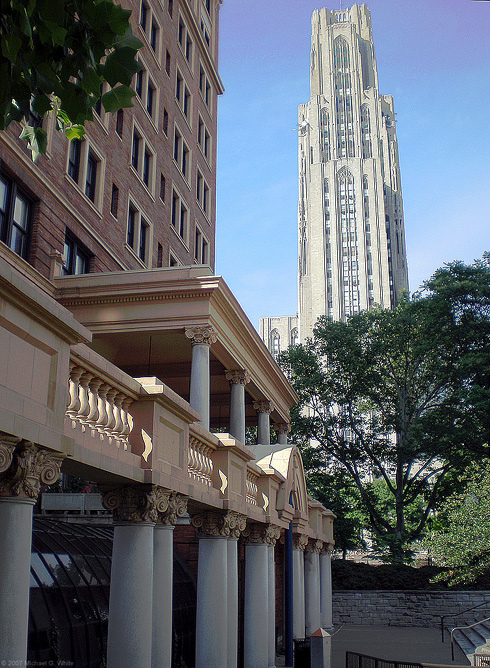
由威廉彼特學生聯合會望向學習教堂

| - 希爾曼圖書館 - 學習教堂 - 亨氏纪念教堂 - 原木小屋 - 匹兹堡大学校友厅 - 威廉彼特学生会 - 史蒂芬·福斯特纪念馆 - 弗里克美術館 | - 彼得森活動中心 - 里奇菲爾德塔 - 史旺森工程大樓 - 史凱夫醫學大樓 - 帕倫公共衛生大楼 - 研究發展學習中心 - 阿利根尼天文台 |

## 知名教師及校友
- 阿爾文·羅思（Alvin E. Roth）2012諾貝爾經濟學獎得主/博弈理論、市場設計和實驗經濟學專家
- 旺加里·馬塔伊（Wangari Muta Maathai）2004諾貝爾和平獎得主
- 保羅·勞特伯（Paul C Lauterbur）2003年諾貝爾醫學獎得主/核磁共振成像研究專家
- 麥可·謝朋（Michael Chabon）2001普立茲獎得主
- 奧古斯特·威爾森（August Wilson）1987普立茲獎得主
- 尼爾斯·傑尼（Niels Kaj Jerne）1984年諾貝爾醫學獎得主
- 里奧納多·貝克（英语：Leonard Baker）（Leonard S. Baker）1979普立茲獎得主
- 金·凱利（Gene Kelly）1952奧斯卡終身成就獎得主
- 菲利普·肖瓦特·亨奇（Philip Showalter Hench）1950年諾貝爾醫學獎得主
- 湯瑪士·亞歷山大·梅隆（英语：Thomas Mellon）（Thomas Alexander Mellon）梅隆銀行創辦人
- Axel Leijonhufvud（Axel Leijonhufvud ）瑞典經濟學家/論凱恩斯經濟學和凱恩斯經濟學一書作者
- 安德鲁·W·梅隆（Andrew William Mellon）前美國財政部長/卡内基梅隆大學創辦人之一
- Ed Feeney（Ed Feeney）艾默生/Emerson執行副總裁兼艾默生網絡能源總裁
- 弗雷德里克·赫茨伯格（Frederick Herzberg）心理學家/雙因素理論創始者
- 李輝昭（Benjamin Whisoh Lee/ 이휘소/ Lee Whi-soh）美籍韓裔粒子物理學
- Charles Glen King（Charles Glen King）美國生物化學家
- 約納斯·沙克（Jonas E. Salk ）醫學家/沙克疫苗發明者
- 湯瑪士·沙提（Thomas L. Saaty）數學家/層級分析法（AHP）發明者
- Bas van Fraassen（Bas van Fraassen）荷蘭科學哲學家/科學圖像The Scientific Image作者
- 约翰·伍德拉夫（John Youie Woodruff）1936夏季柏林奧運800公尺金牌得主
- 史蒂芬·畢爾寧（Steven C. Beering）美國普渡大學第九任校長/前印第安納大學醫學院院長
- 亞倫·格雷（Aaron Gray）美國NBA職業籃球運動員
- Alex Van Pelt（Alex Van Pelt）美國橄欖球教練與職業四分衛運動員
- Antonio Bryant（Antonio Bryant）美國橄欖球職業外接運動員
- 班·卡定（Benjamin Louis Cardin）美國前參議員
- Robert W. Bazley（Robert W. Bazley）美國空軍退休四星上將
- Roscoe Robinson, Jr.（Roscoe Robinson, Jr.）美國陸軍退休四星上將
- 弗拉基米爾·佐利金（Vladimir Kosma Zworykin/Владимир Козьмич Зворыкин/茲沃里金）美籍俄裔發明家、工程師，電視技術先驅者
- 蘇珊·阿諾德（Susan Arnold）華特迪士尼公司獨立董事
- Brenton L. Saunders（Brenton L. Saunders）CEO of Allergan PLC (NYSE: AGN)
- Kevin W. Sharer（Kevin W. Sharer）CEO of AMGen, Inc. (NASDAQ:AMGN)
- 特倫斯·海斯（Terrance Hayes）美國詩人與教育家/2014年麥克阿瑟獎得主
- 張系國，旅美電腦科學家、科幻小說家。
- 王小波，小说家

## 匹茲堡大學校景

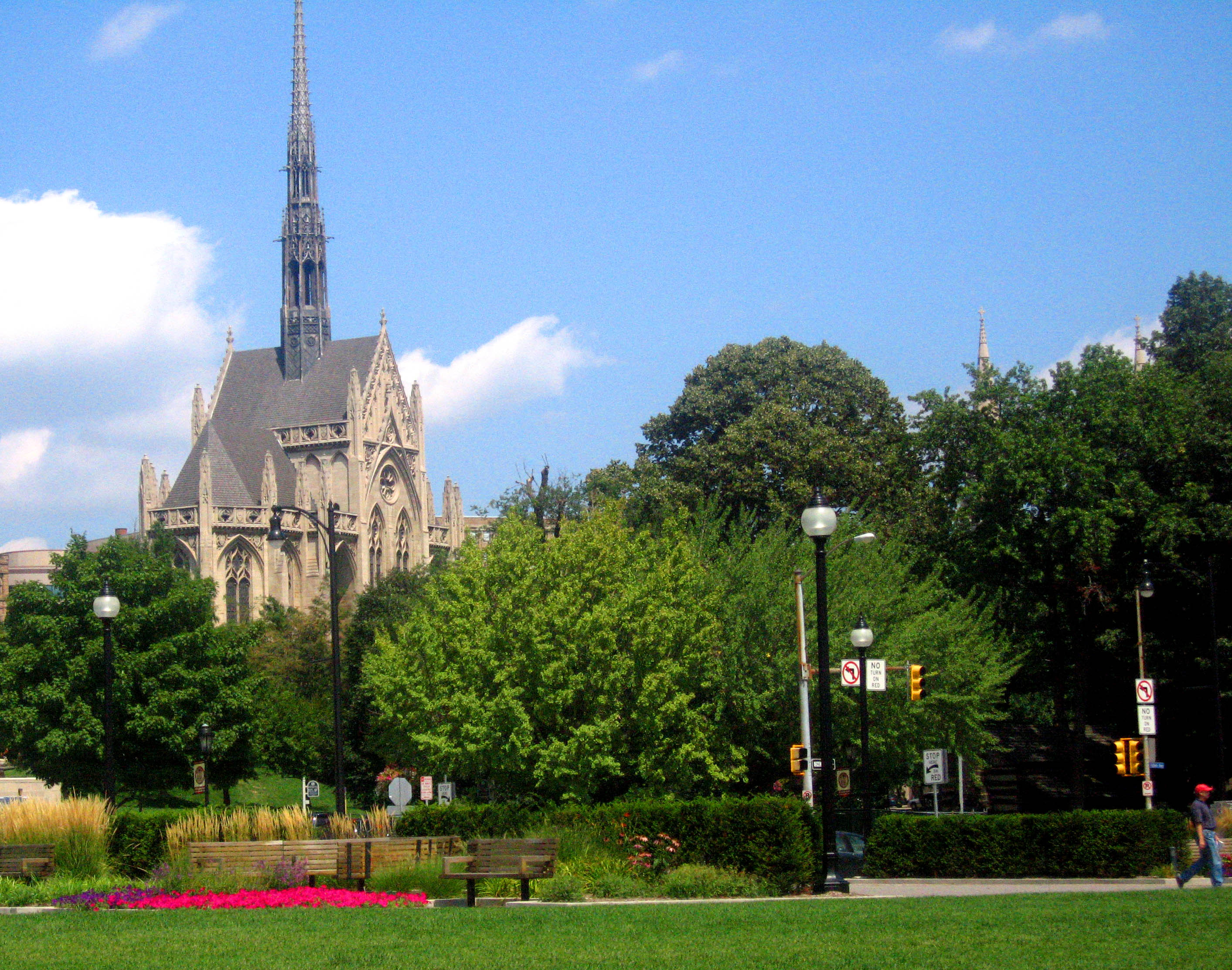
亨氏教堂（英语：Heinz Chapel）春天景色
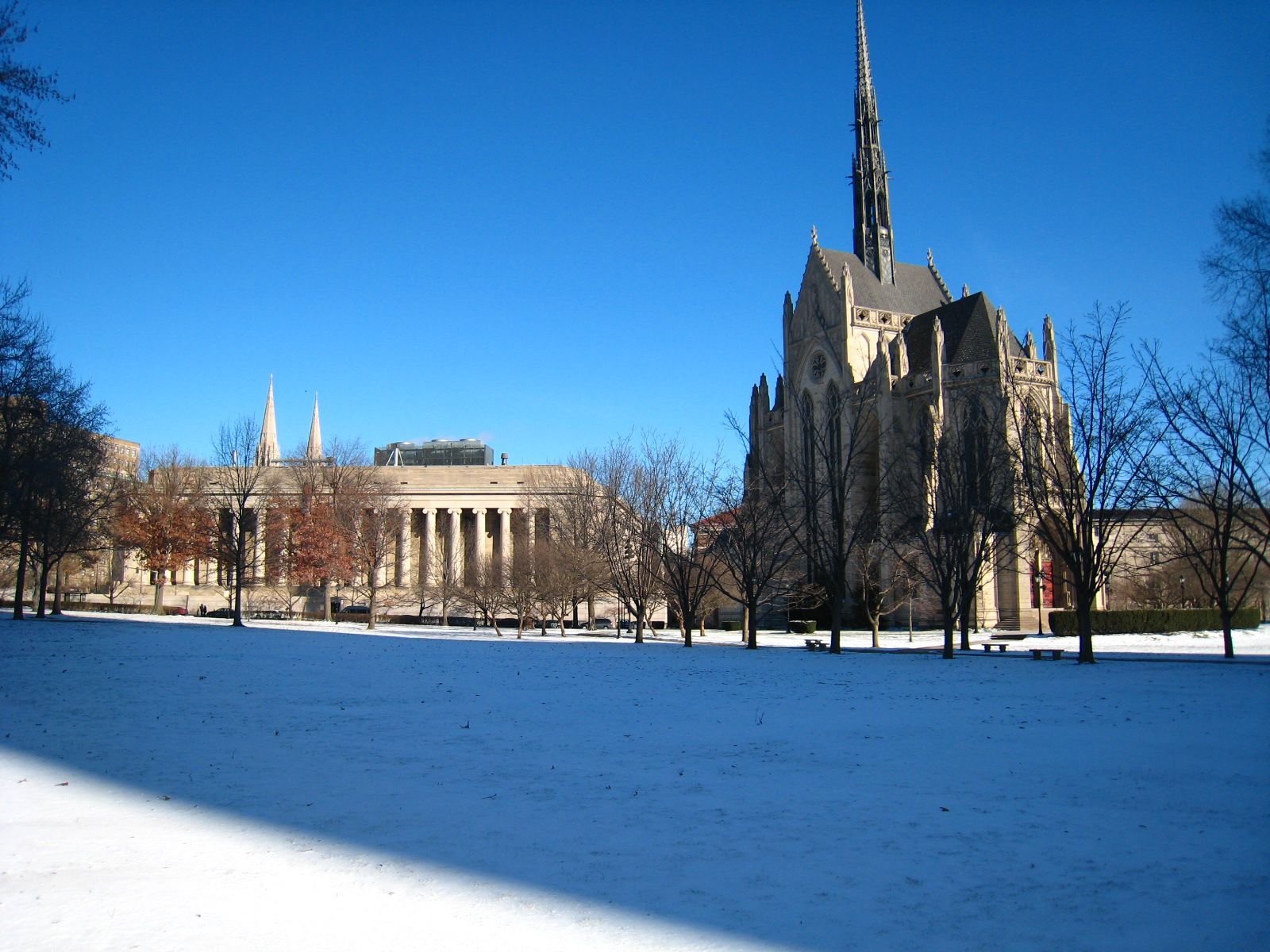
亨氏紀念教堂冬天景色
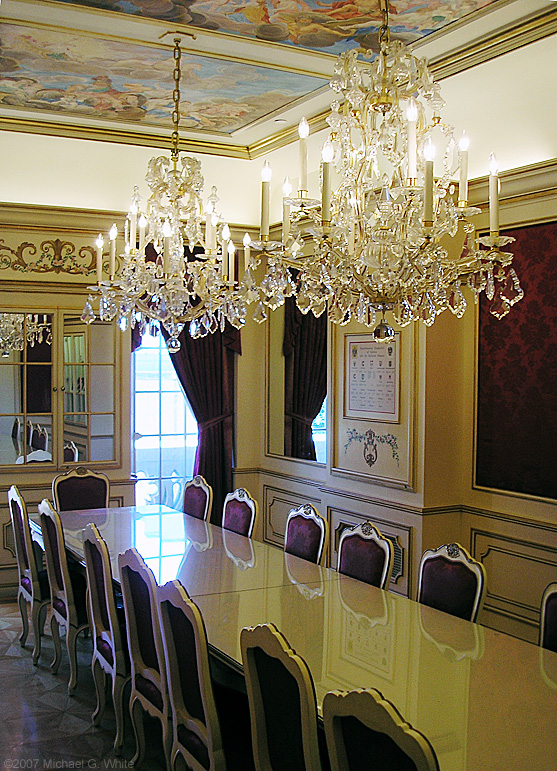
學習教堂國際教室之一，奧地利教室
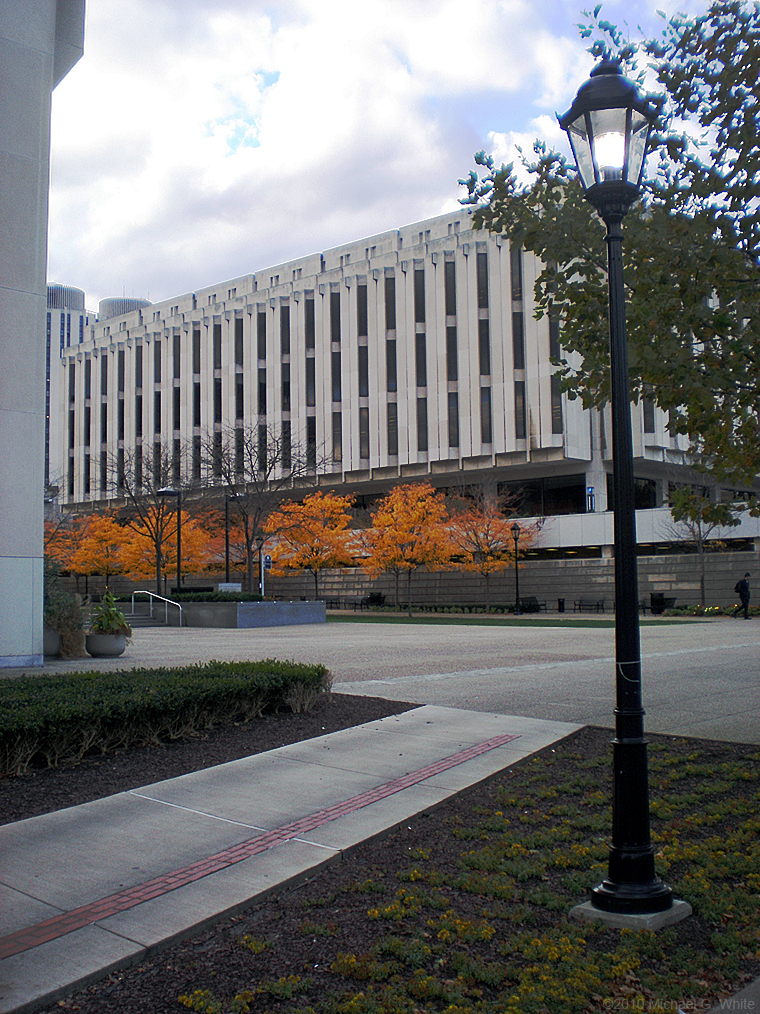
希爾曼圖書館
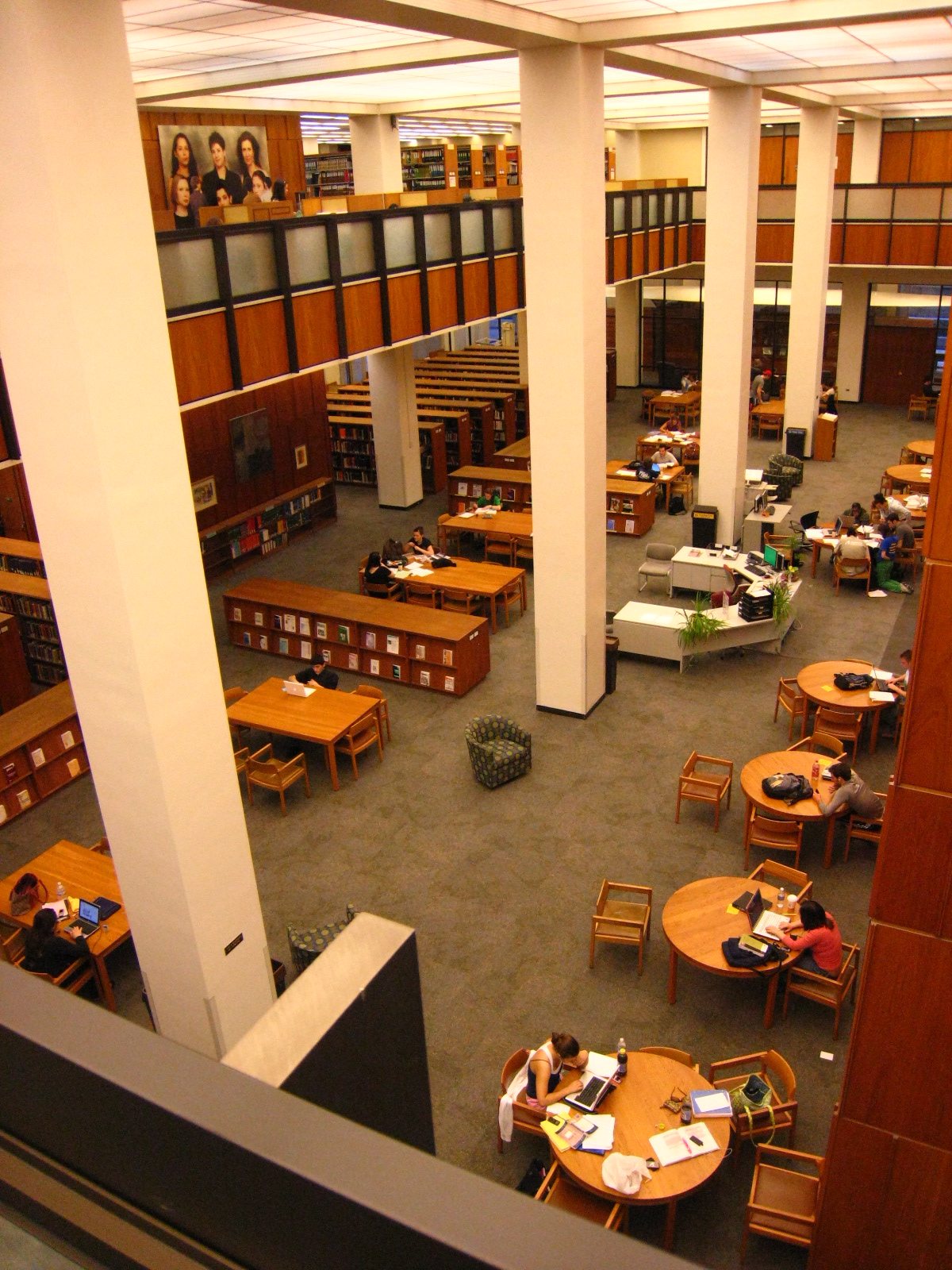
希爾曼圖書館內部一角
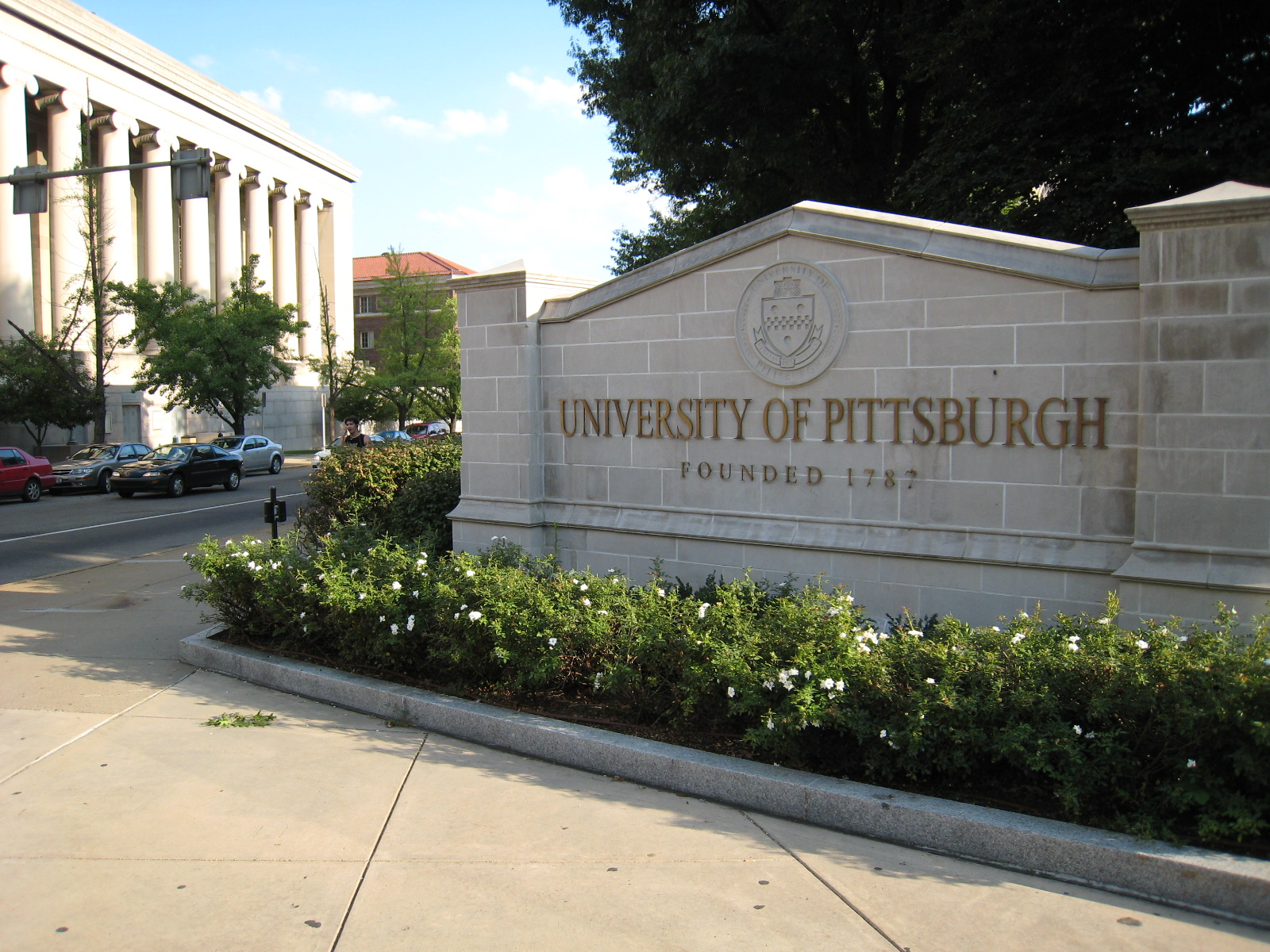
匹茲堡大學校名告示牌
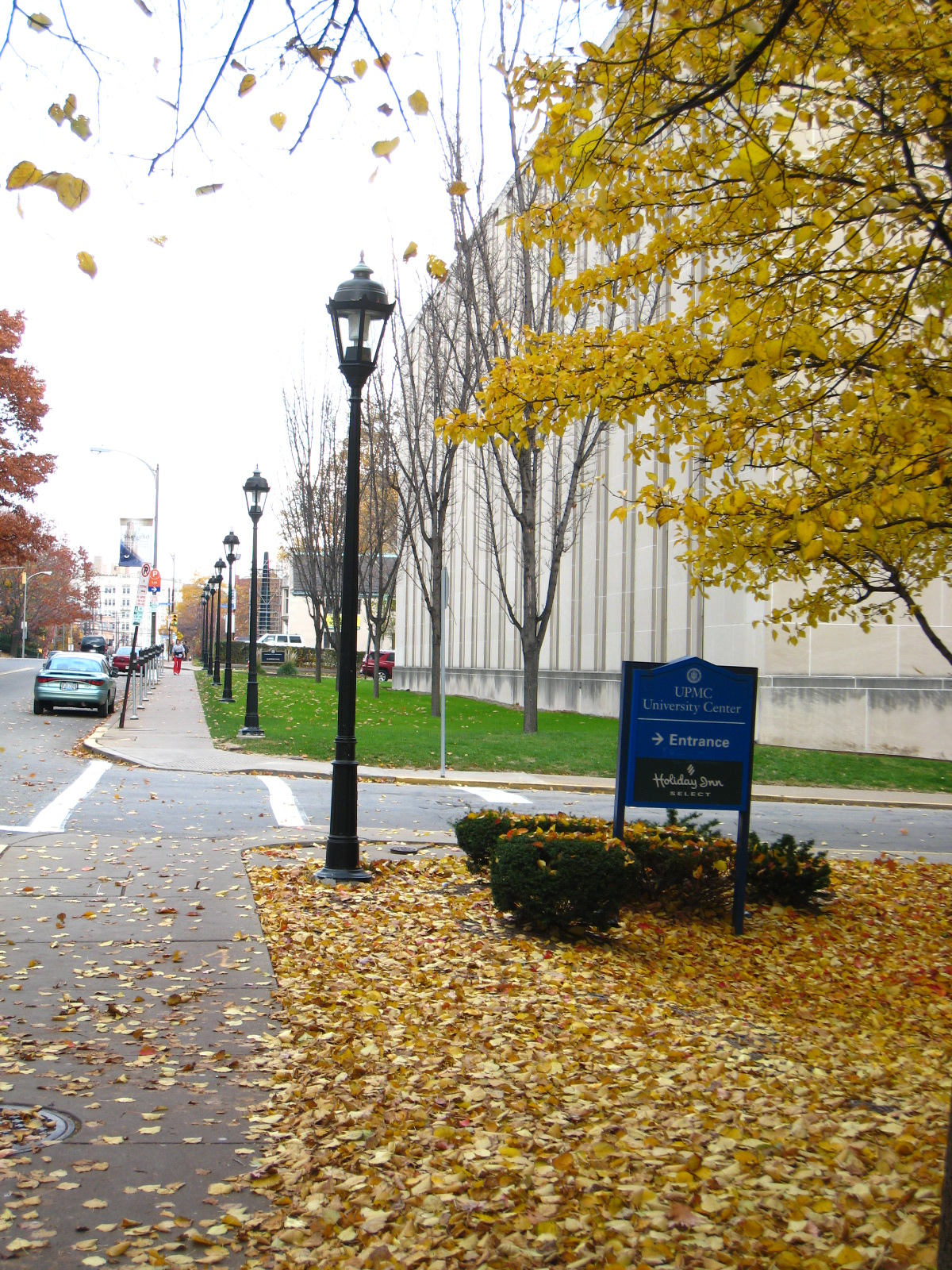
Bigelow街道秋天街景
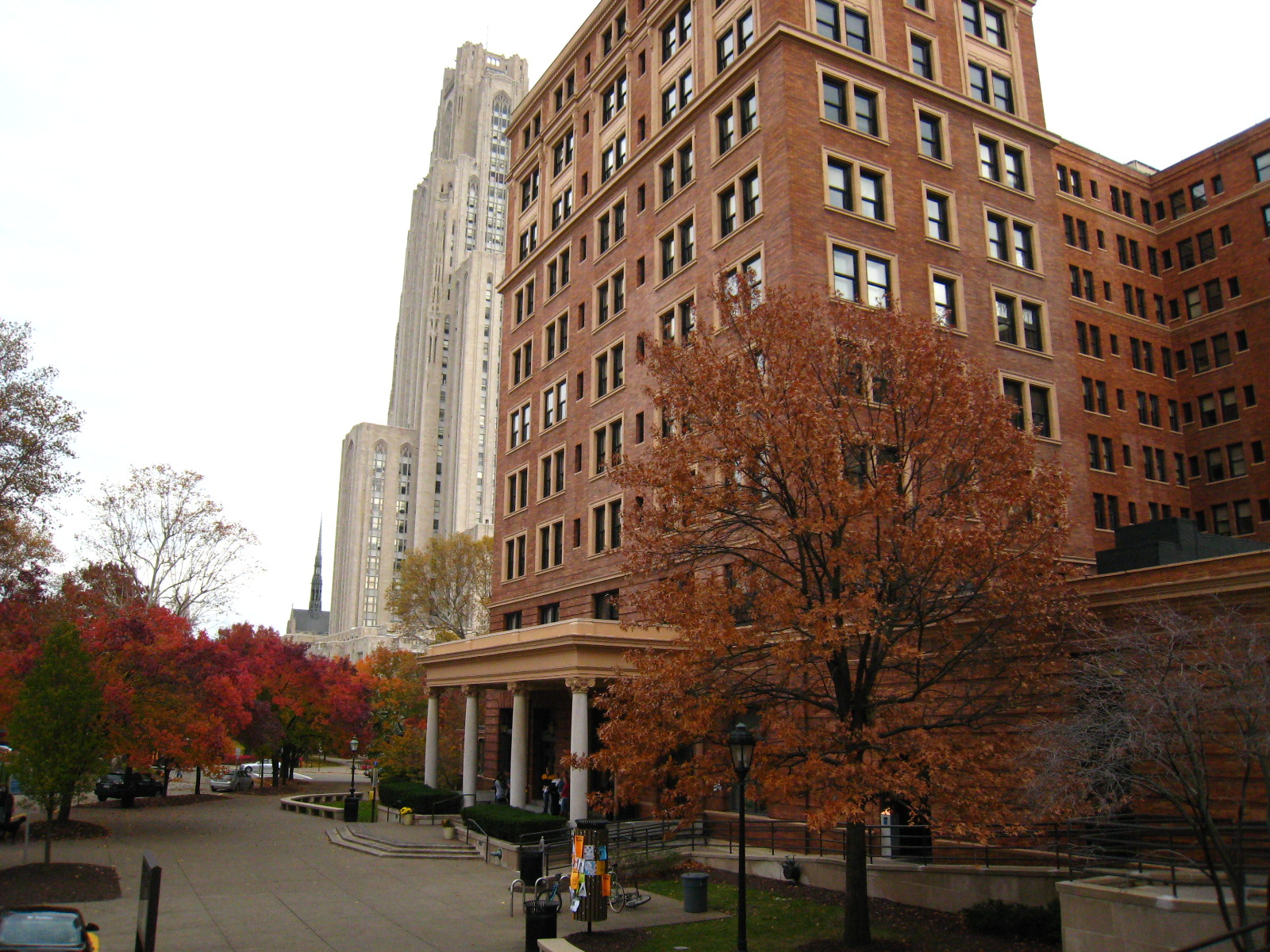
威廉彼特行政大樓&學生聯合會
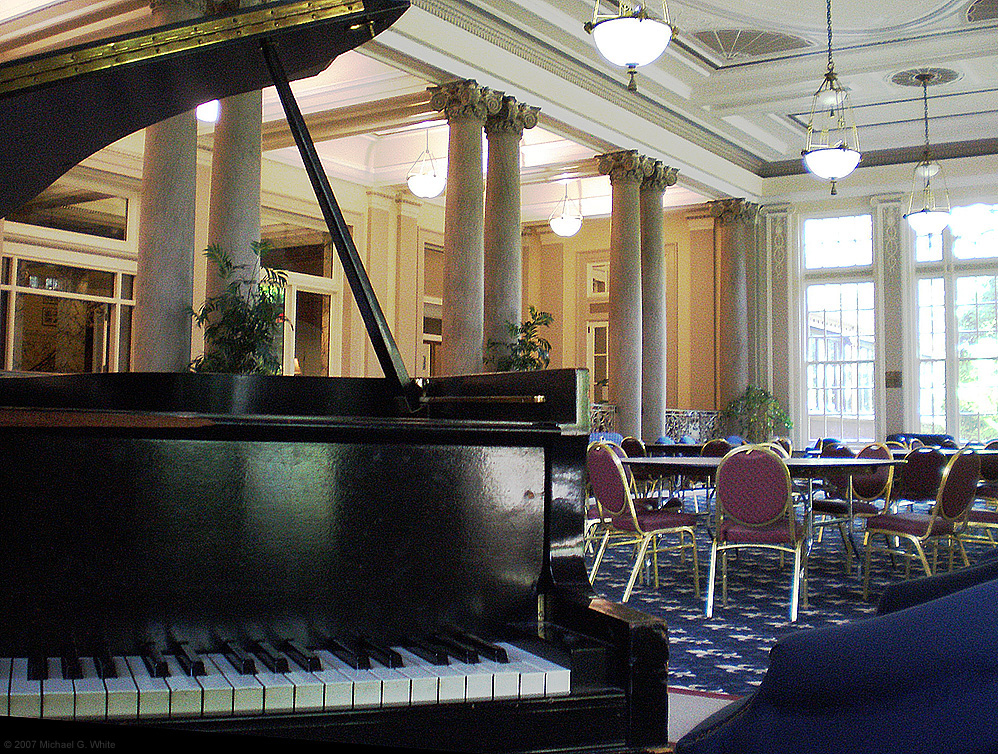
威廉彼特學生聯合會內部
匹大吉祥物：美洲黑豹
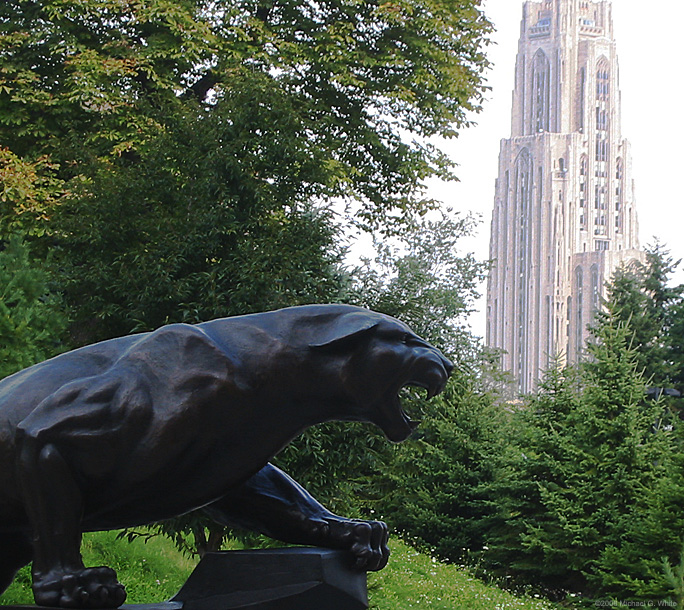
匹大吉祥物黑豹與學習教堂
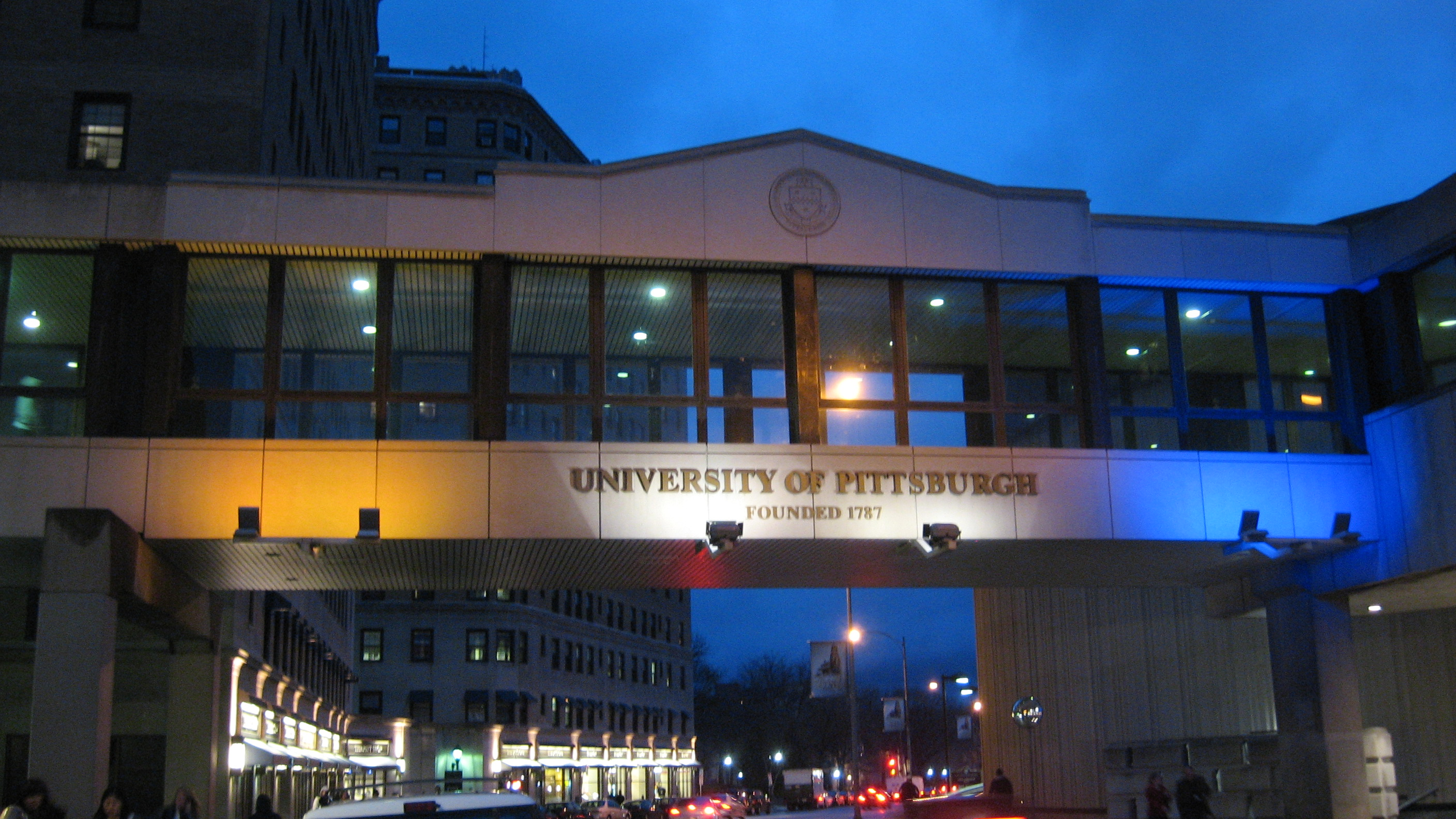
富比士大街（Forbes Avenue）上的人行天橋
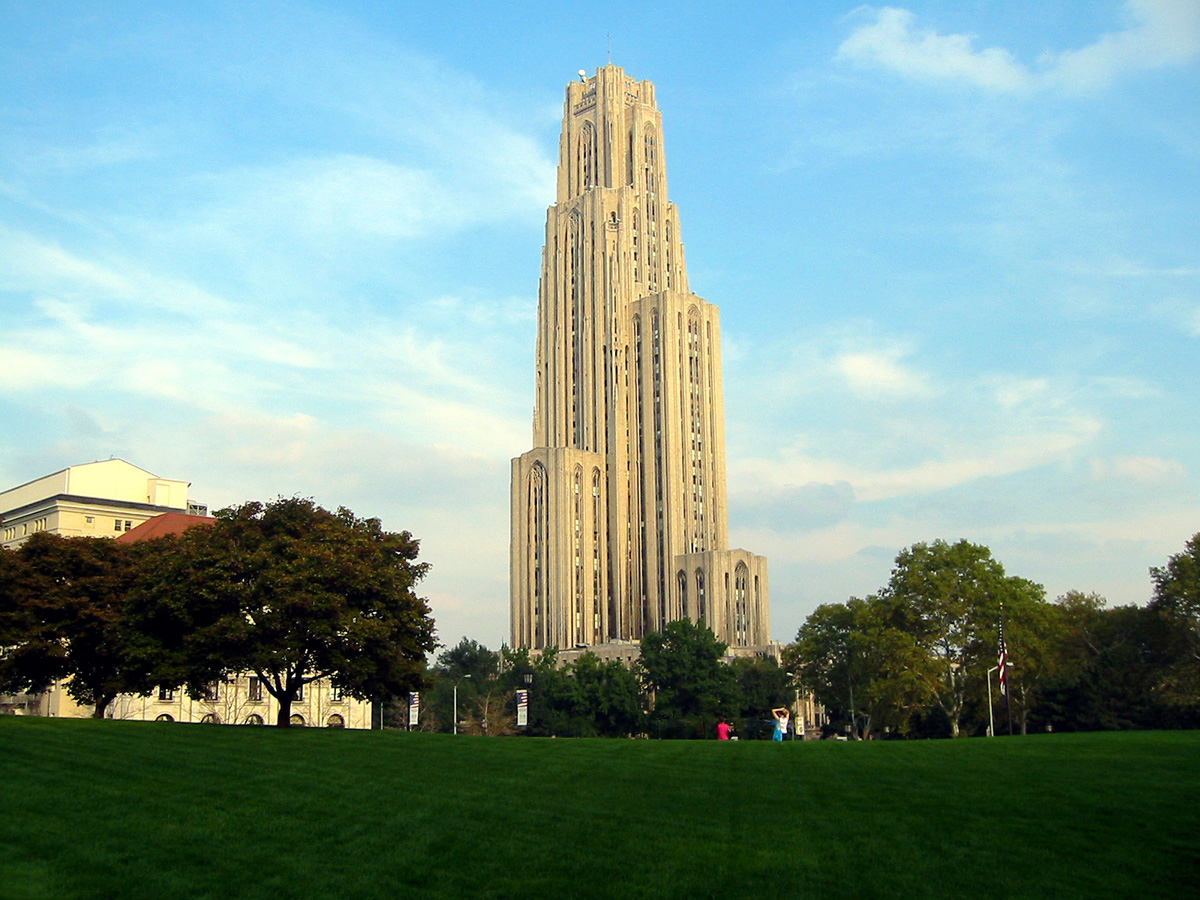
學習教堂
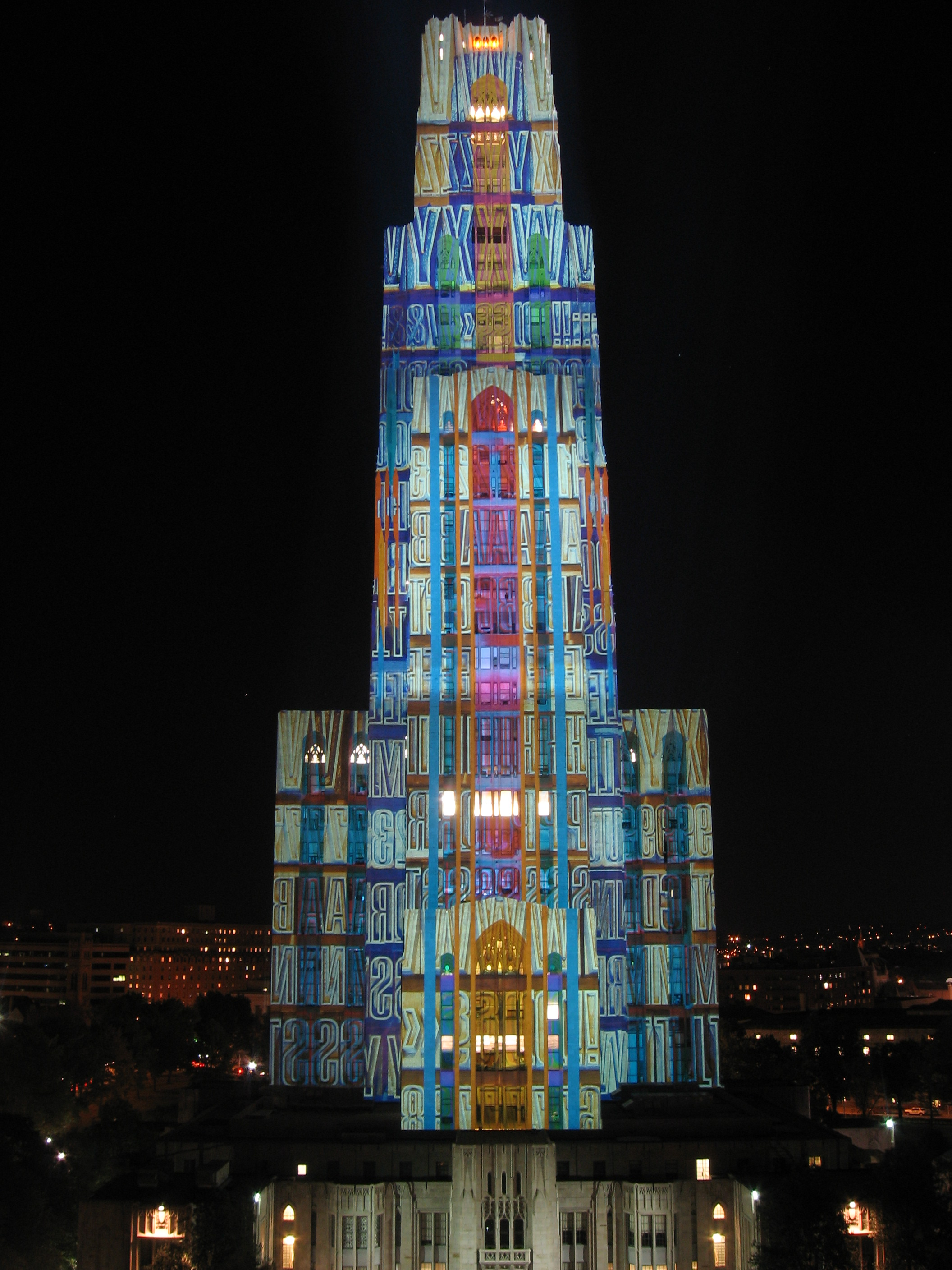
學習教堂投射燈景色
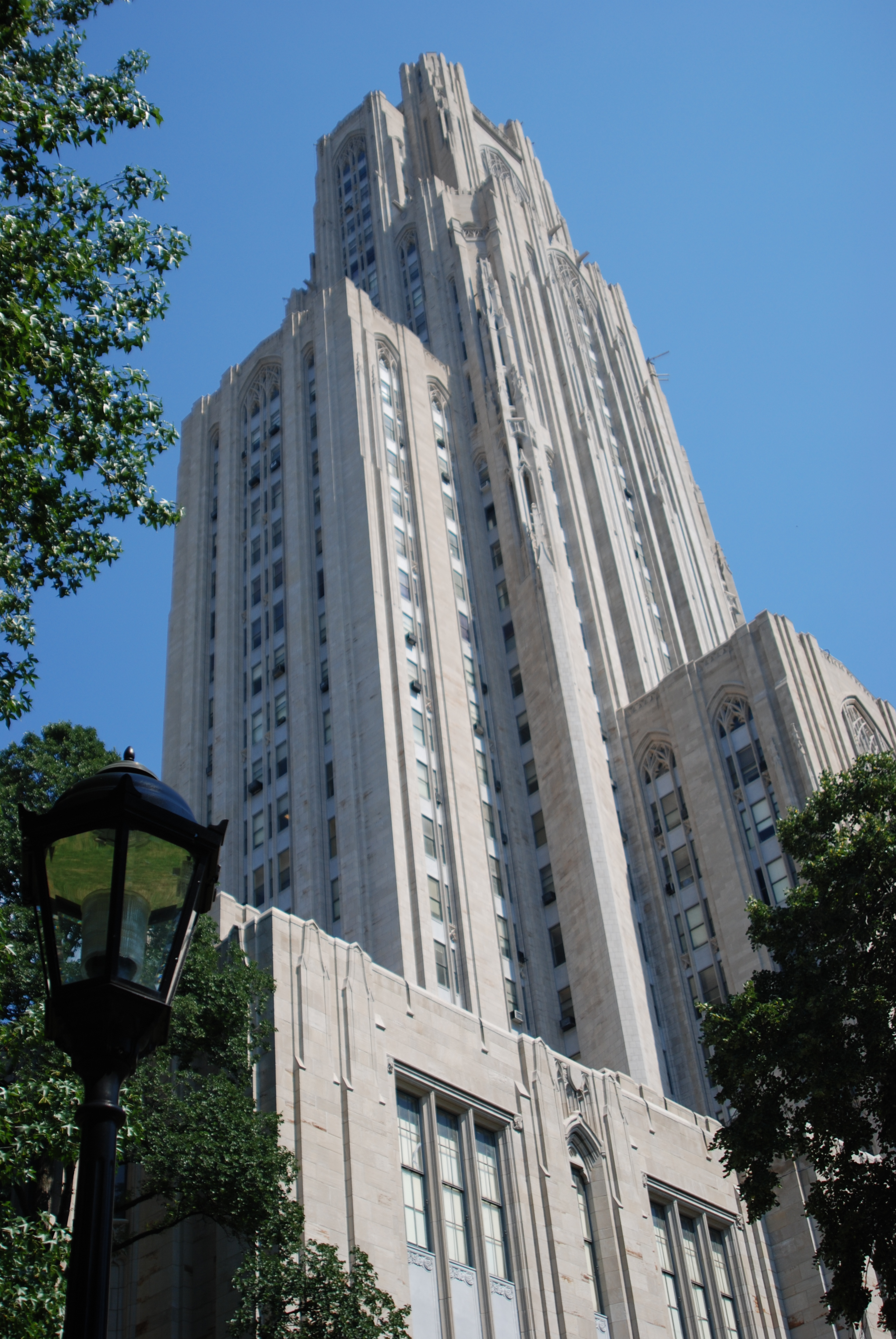
學習教堂
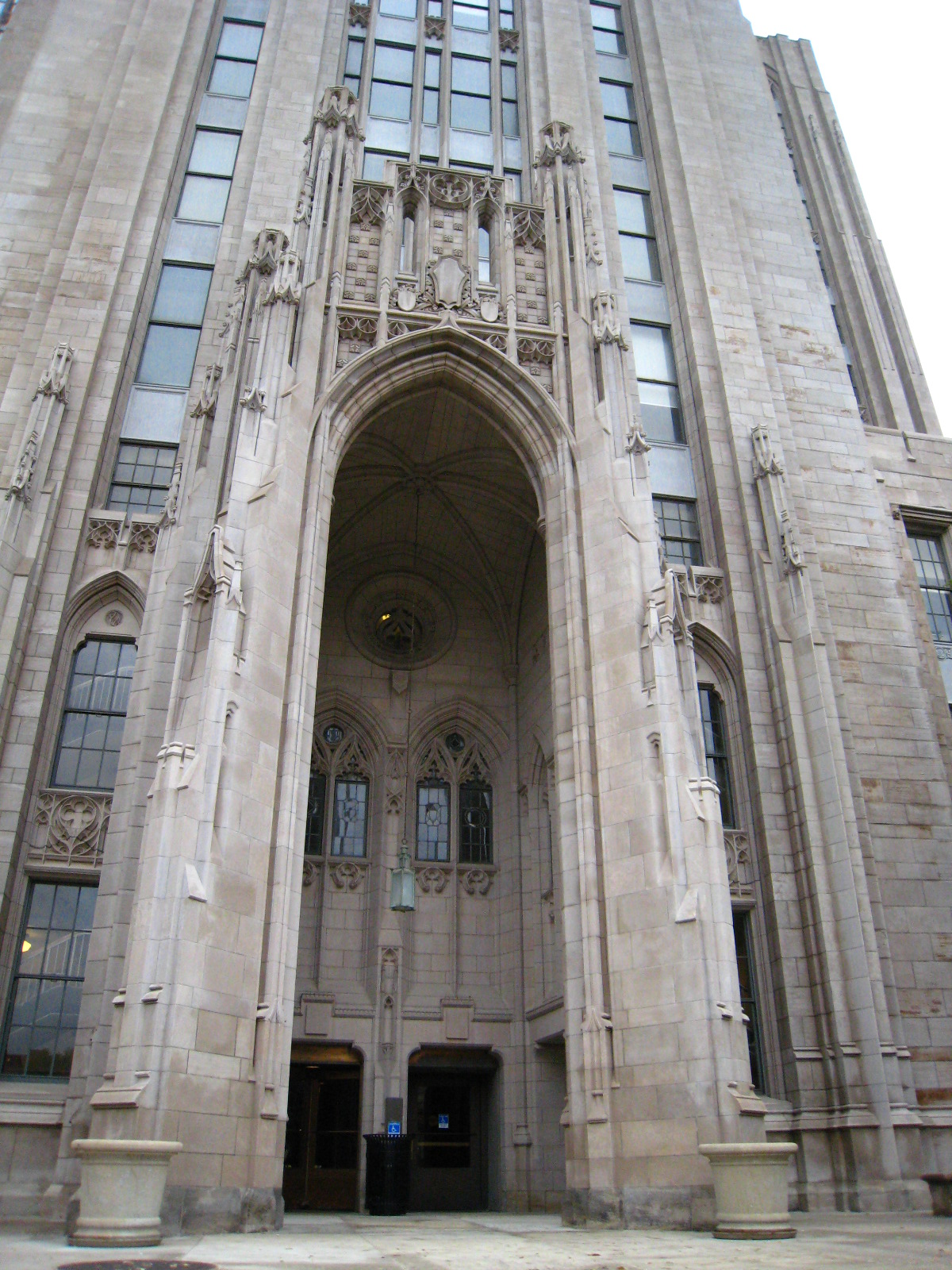
學習教堂其中一入口處
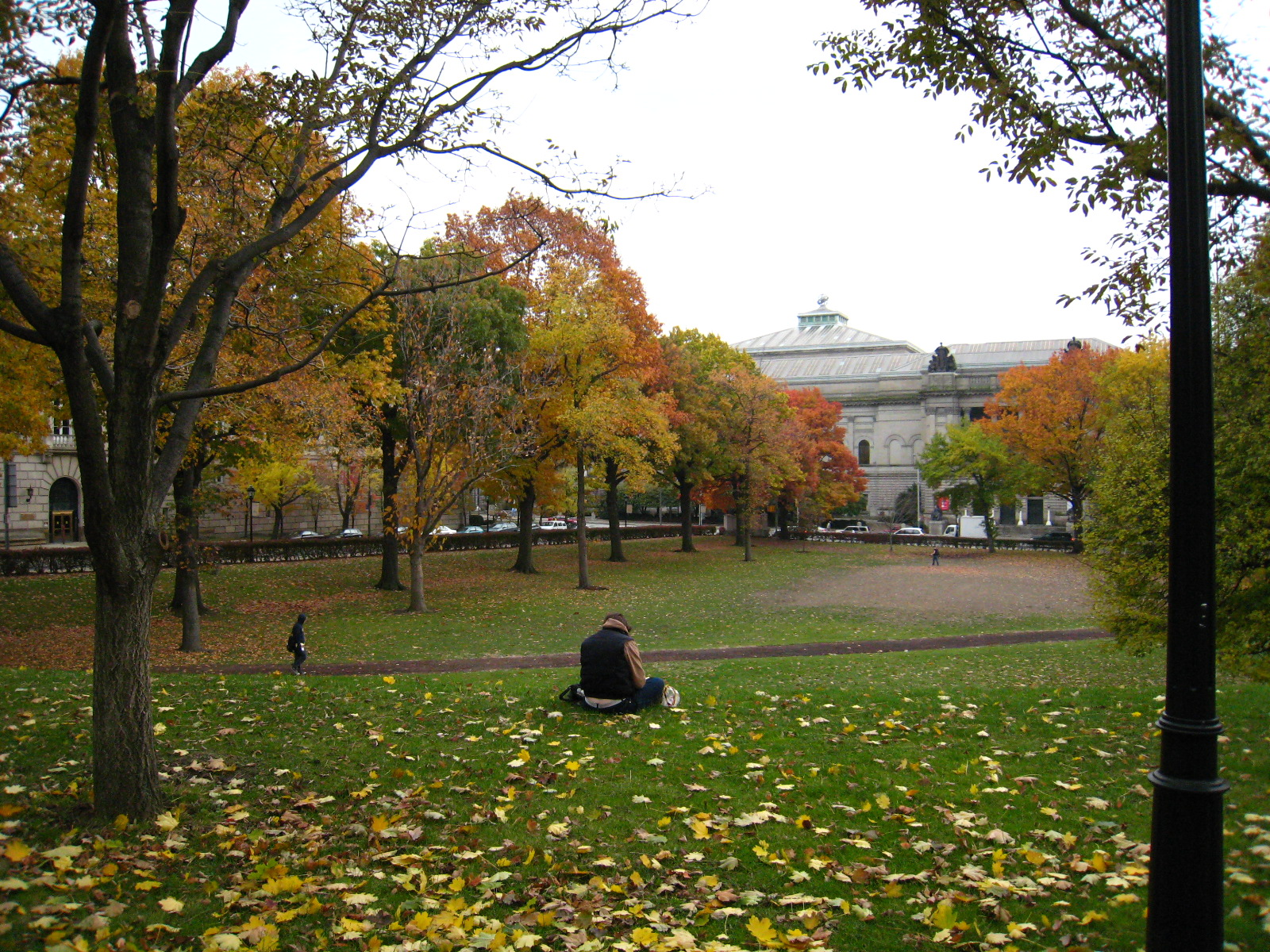
匹大校園草地
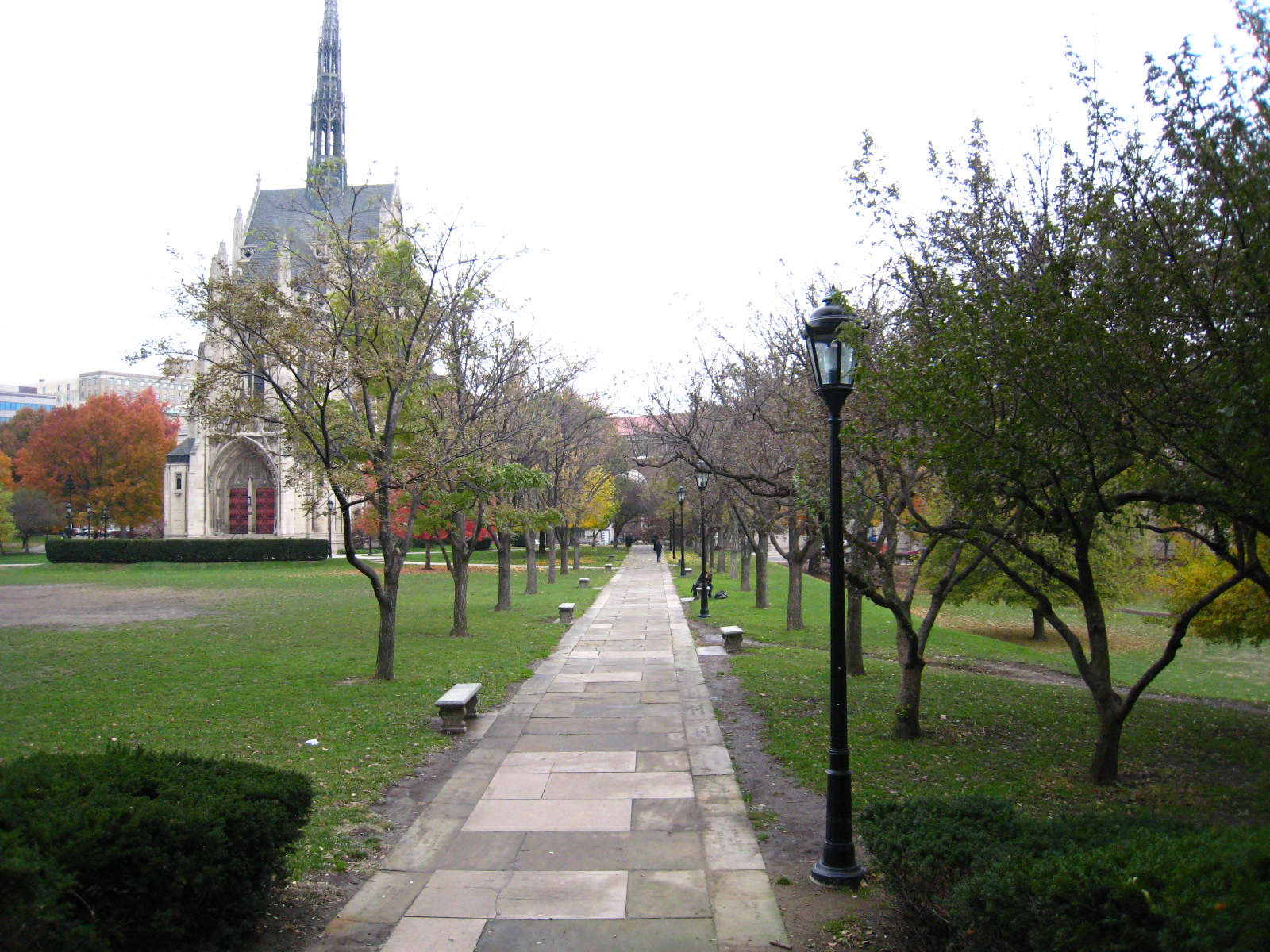
介於學習教堂與亨氏紀念教堂的林蔭步道
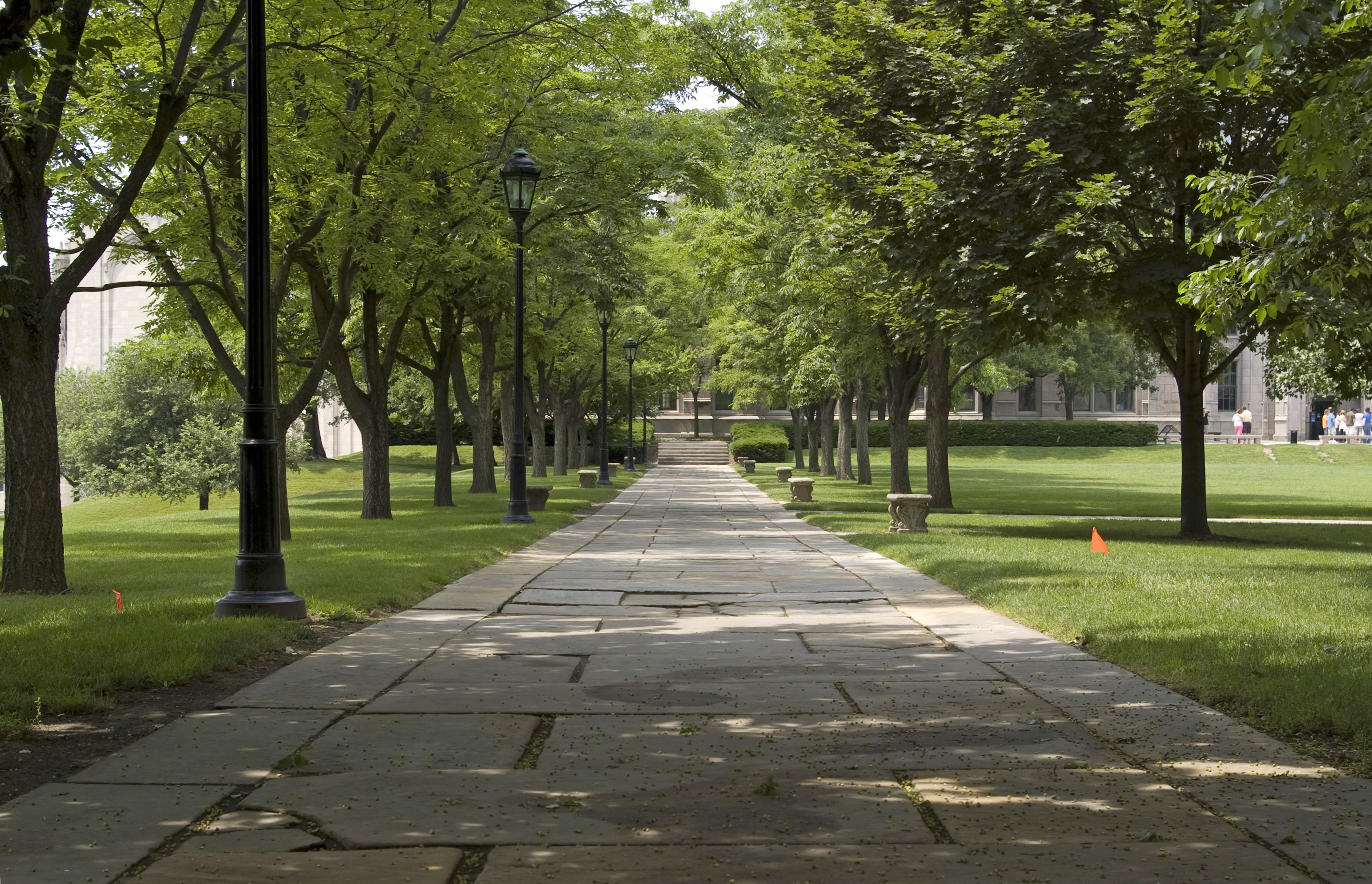
林蔭步道
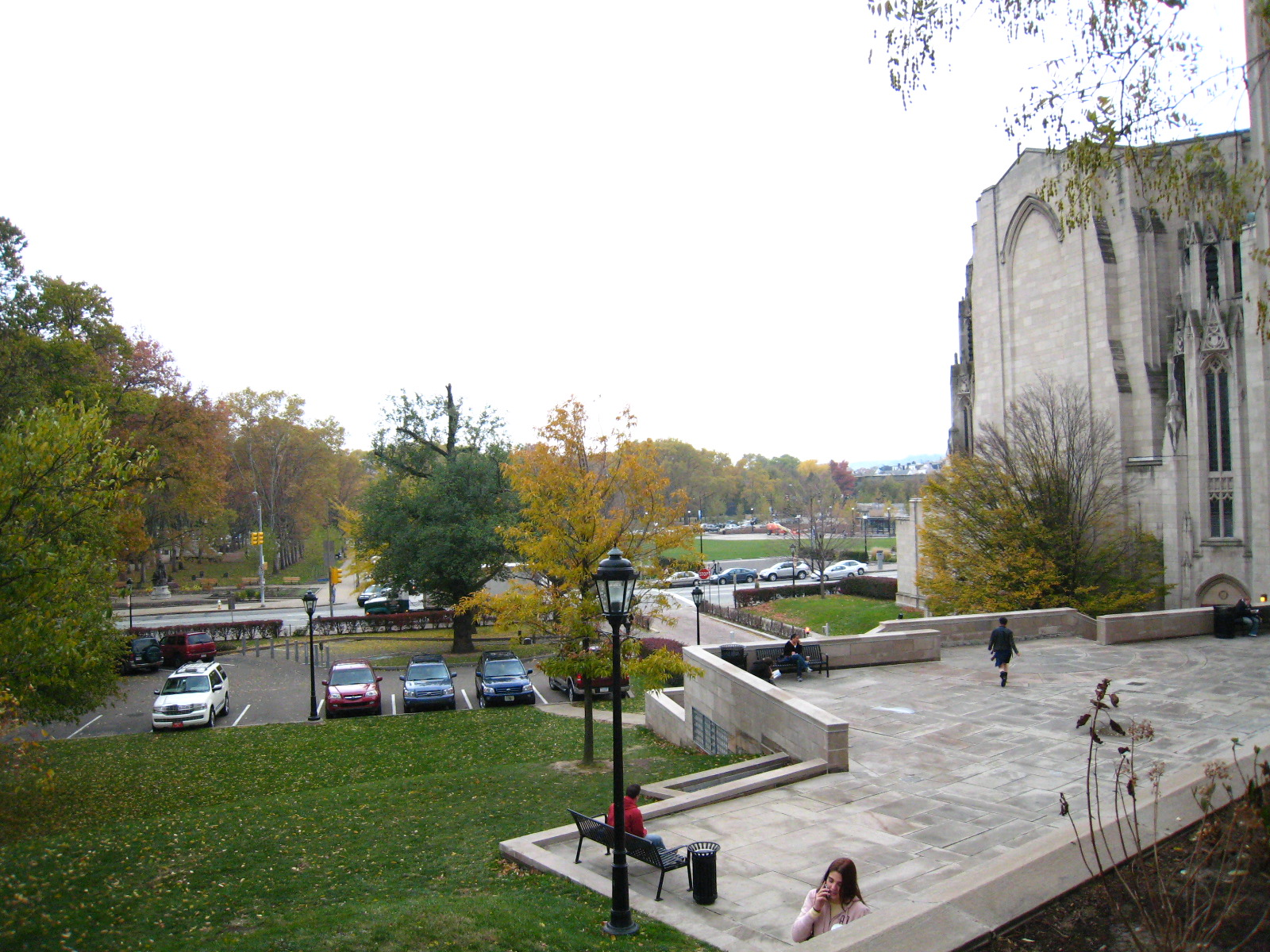
學習教堂東南面景色
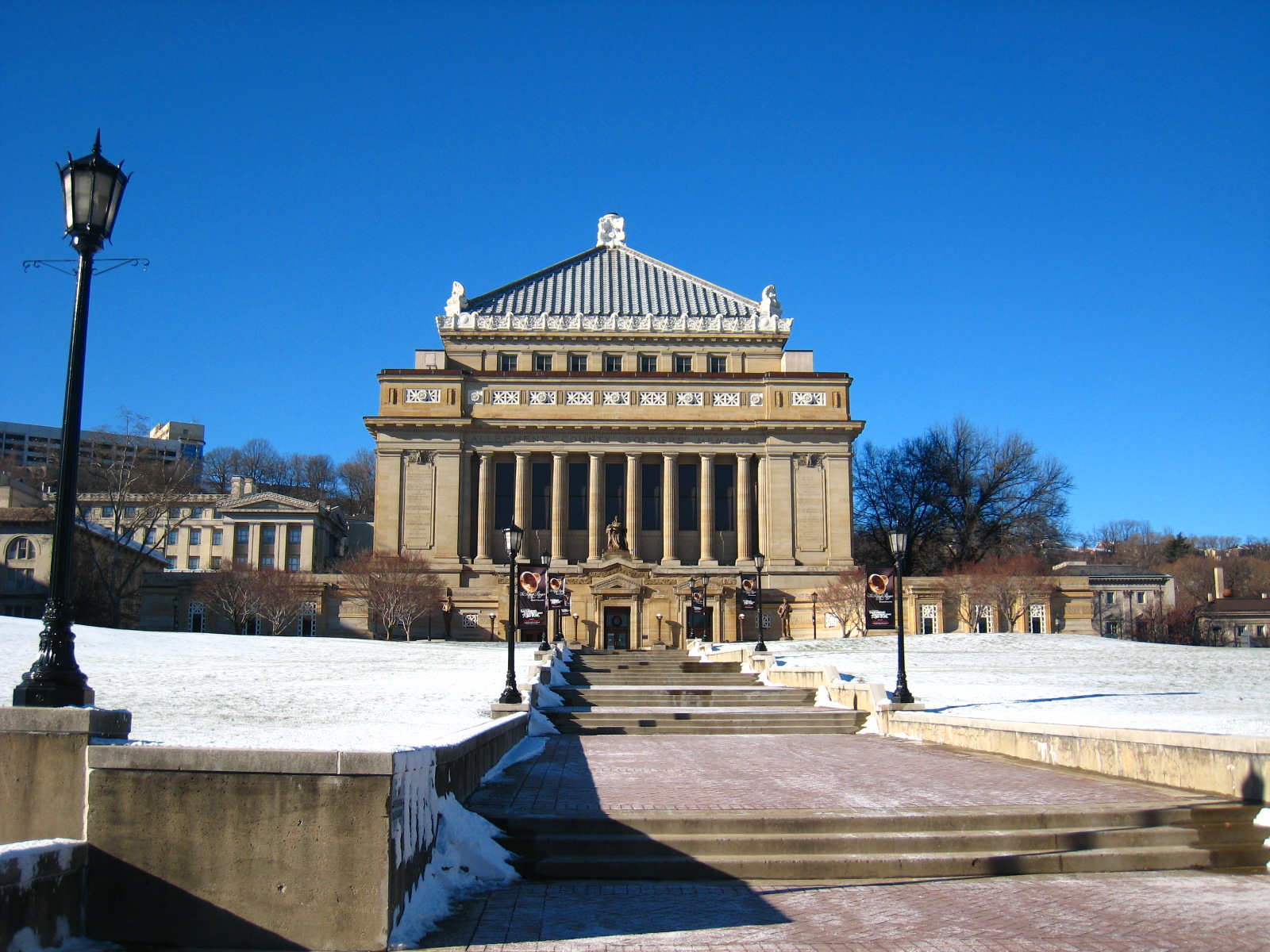
國立士兵水手軍事紀念博物館冬天景色
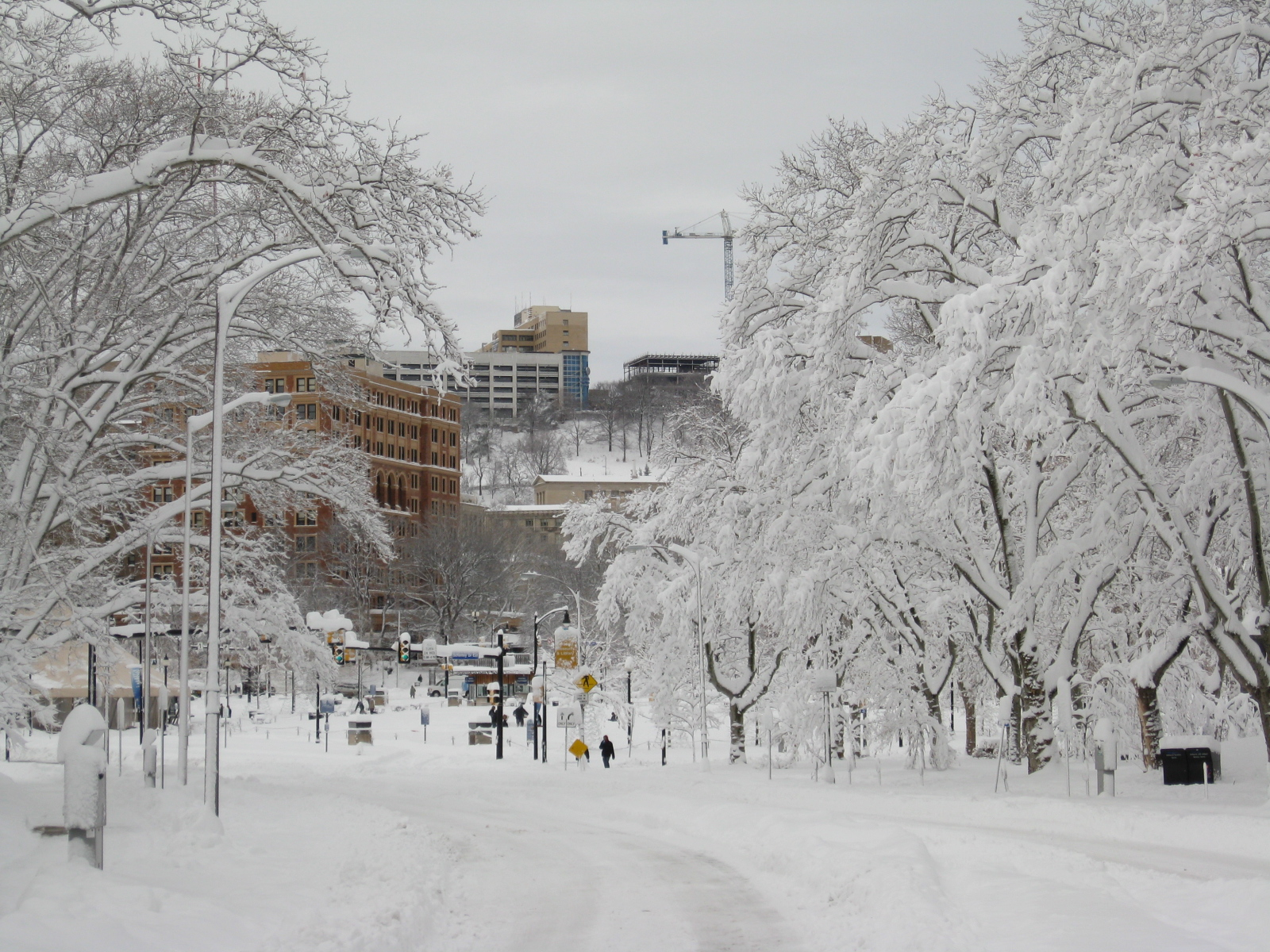
Schenley Plaza公園冬天景色
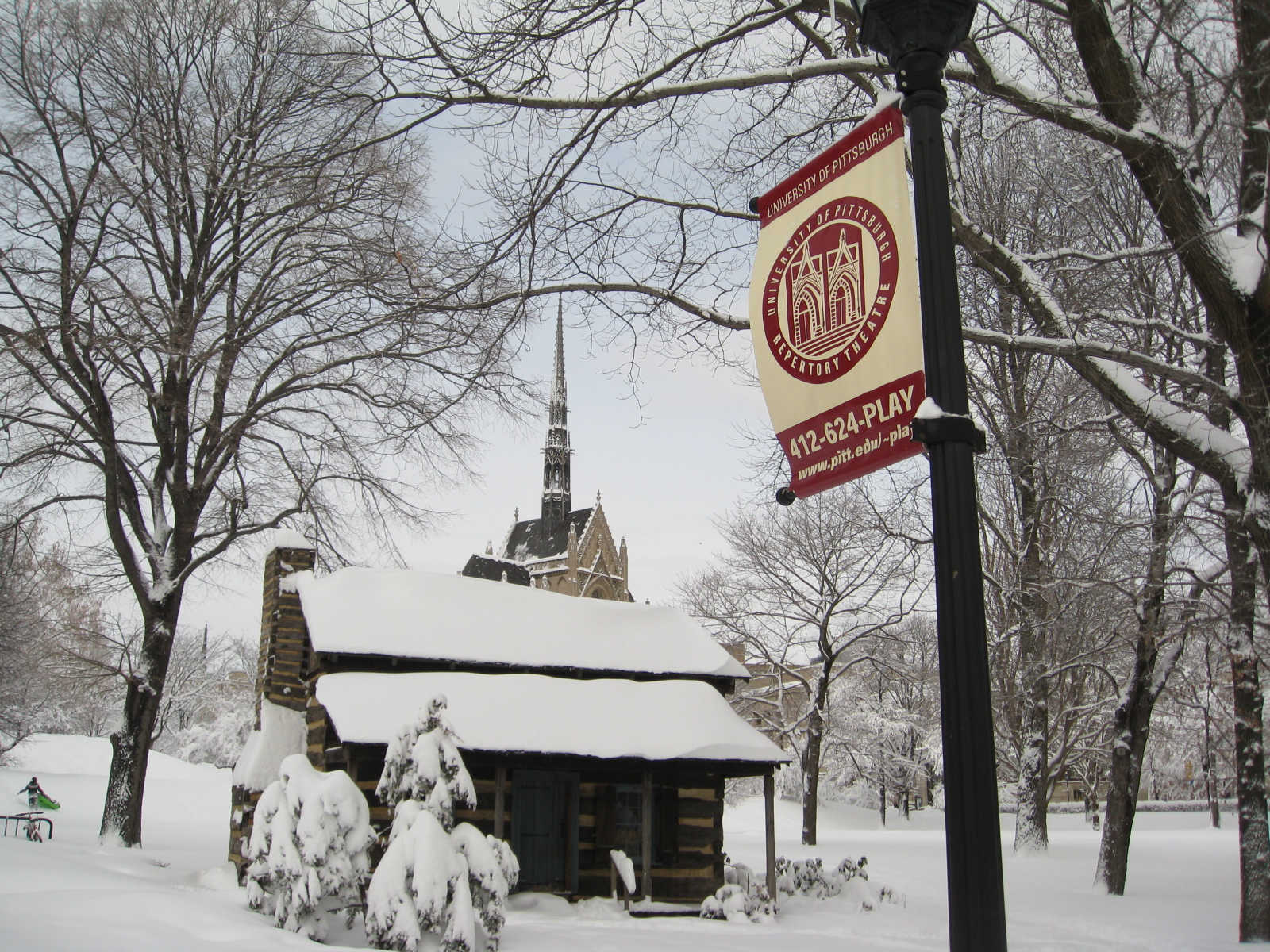
圓木小屋冬天景色
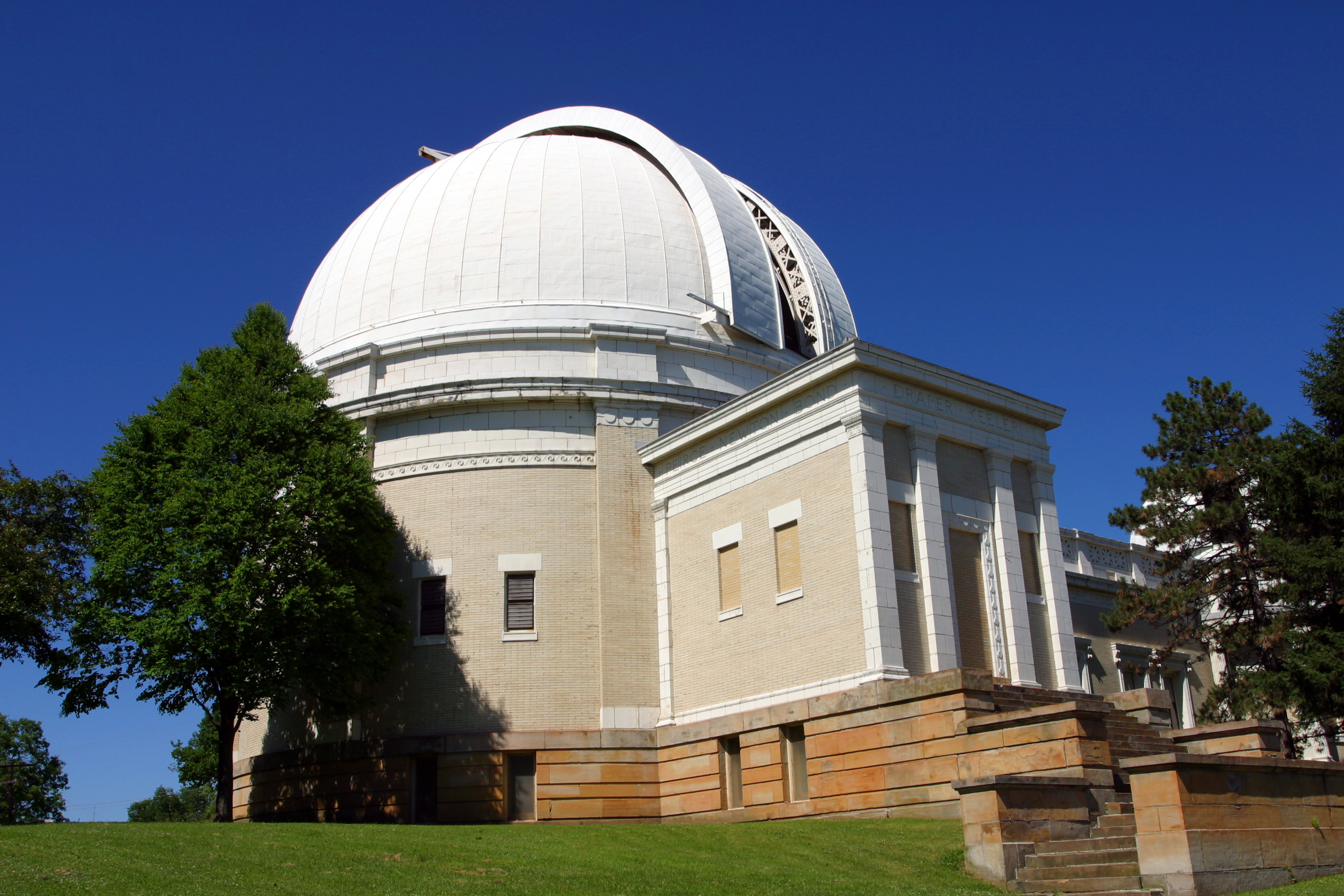
阿利剛天文台（英语：Allegheny Observatory）
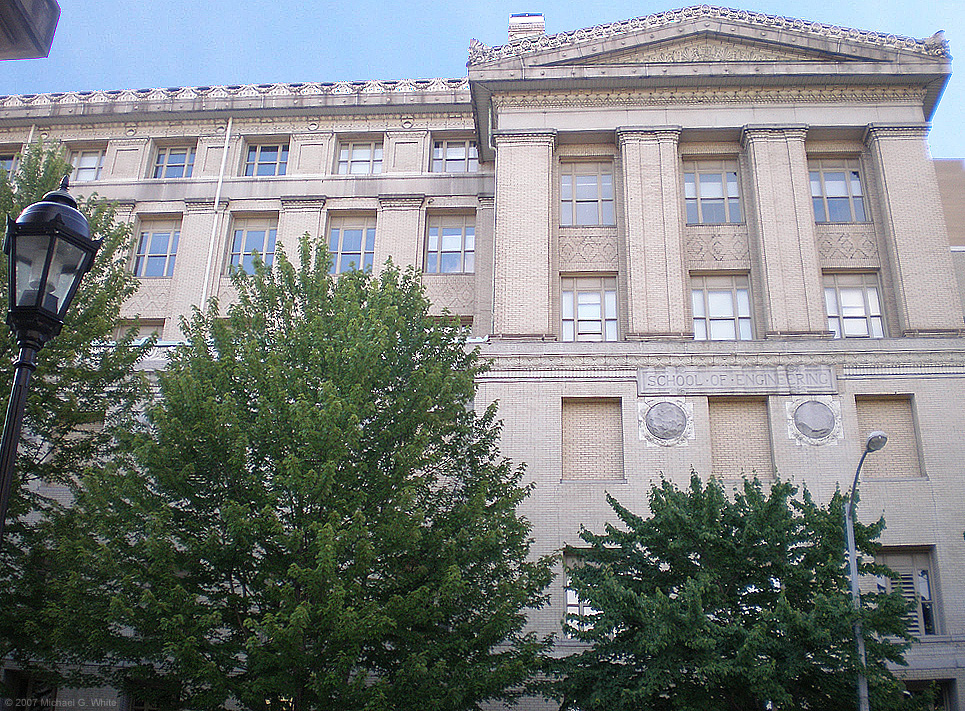
Thaw Hall
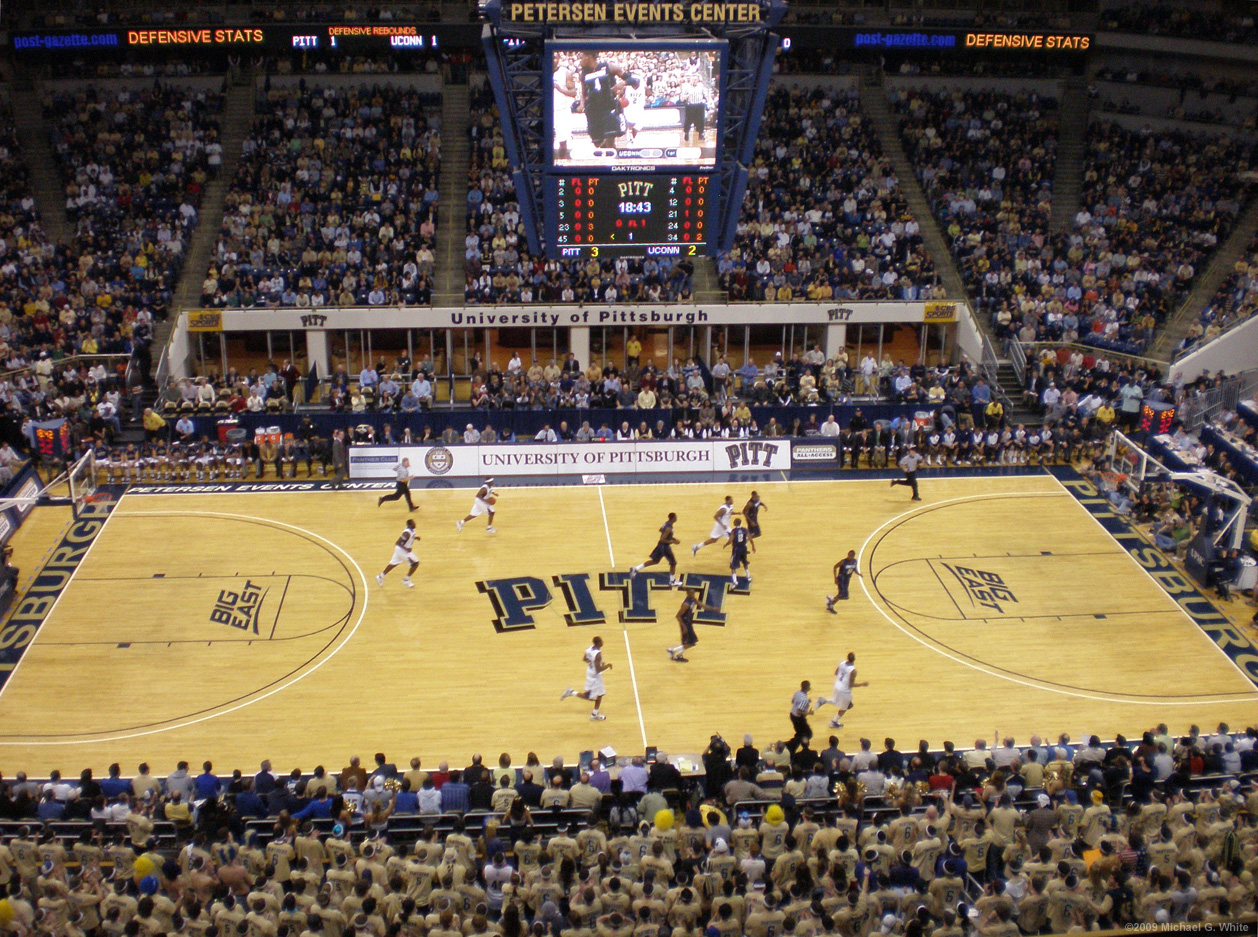
匹大籃球隊
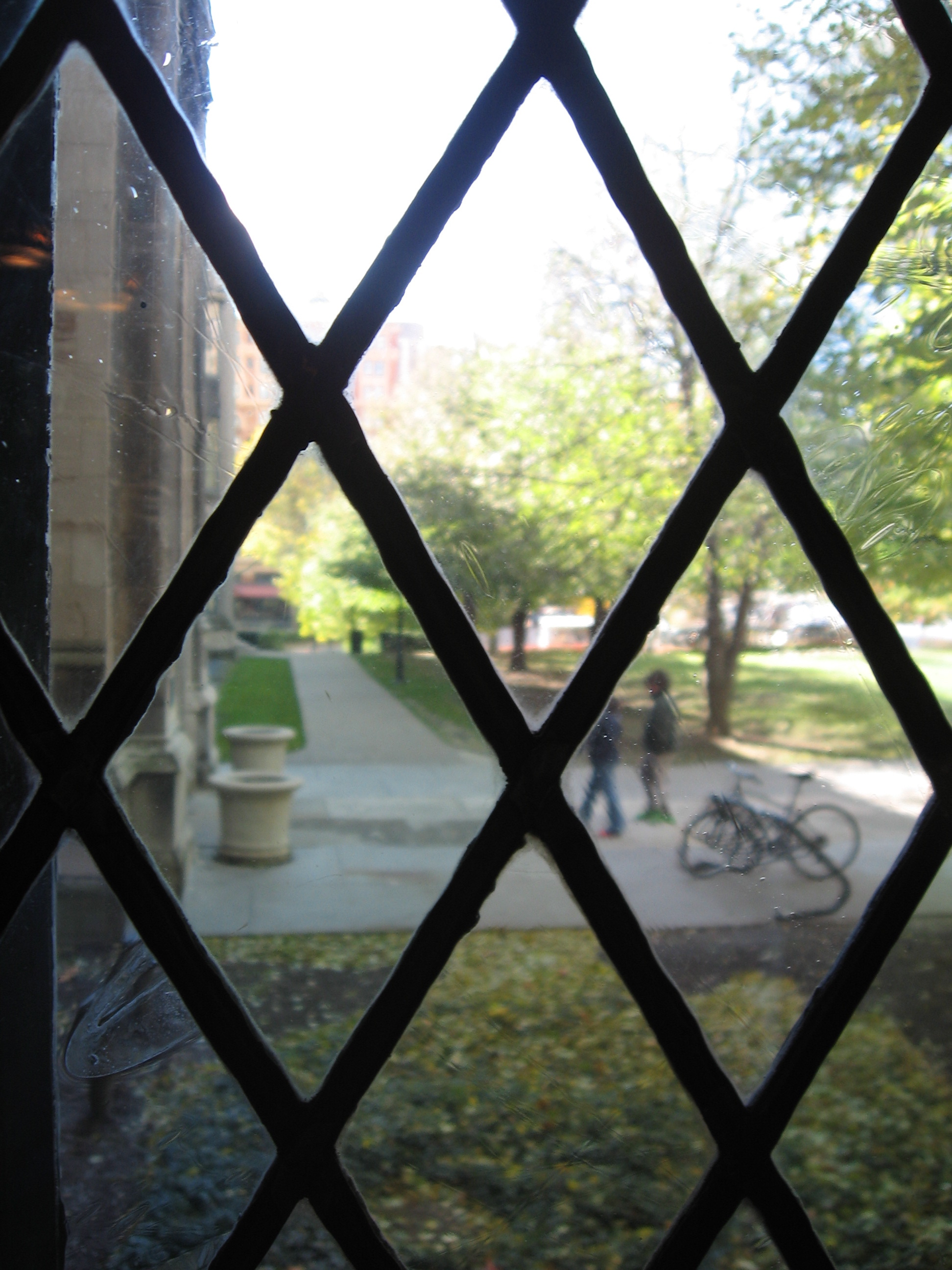
由English Nationality Room（英语：Nationality Rooms#English）的窗戶向外看
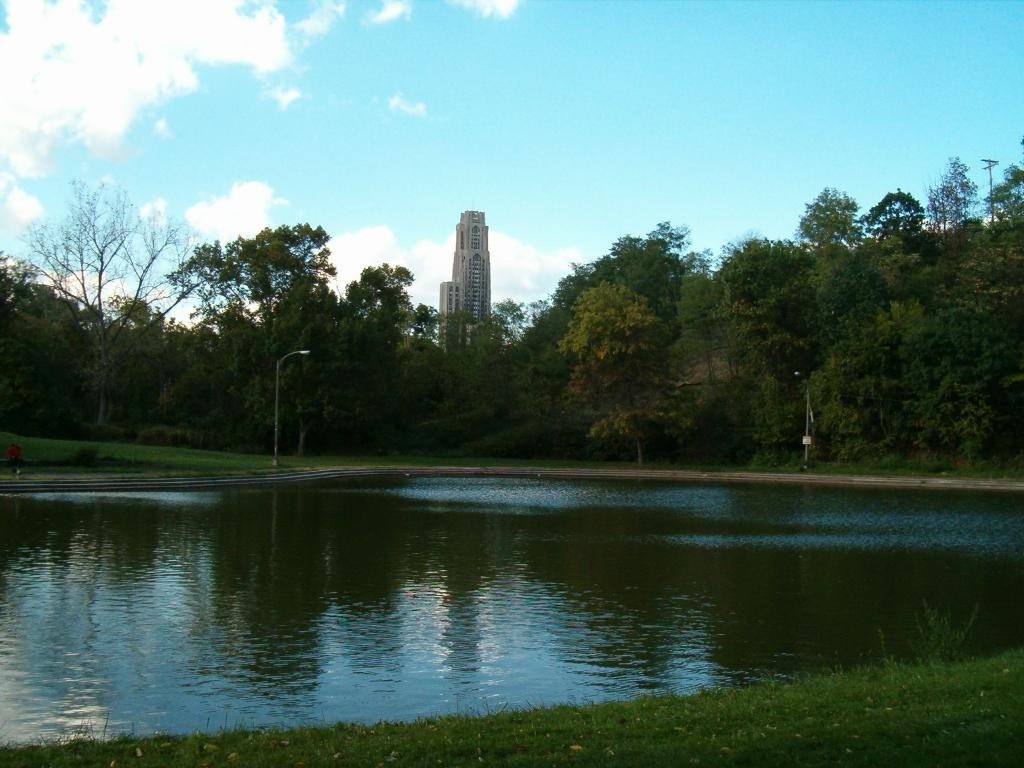
申利公園（英语：Schenley Park）的潘瑟霍洛湖（Panther Hollow Lake）
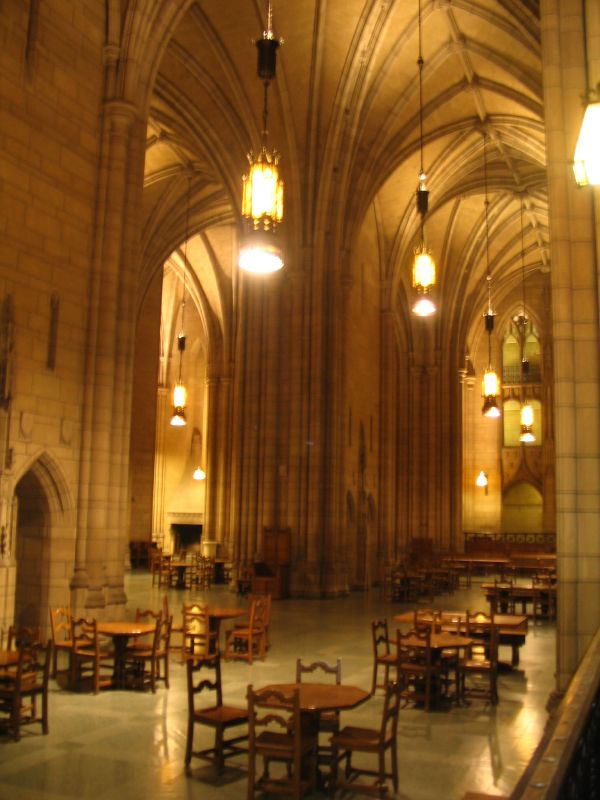
學習教堂內的Commons Room。英國十五世紀尖肋拱頂哥德式建築。

40°26′40″N 79°57′12″W / 40.444565°N 79.953274°W